# Hamburg-Barmbek-Nord
Barmbek-Nord ['baʁmbeːk] ist ein Stadtteil im Bezirk Hamburg-Nord der Freien und Hansestadt Hamburg. Bis 1951 bildete er zusammen mit Barmbek-Süd und Dulsberg den Stadtteil Barmbek.

## Geografie

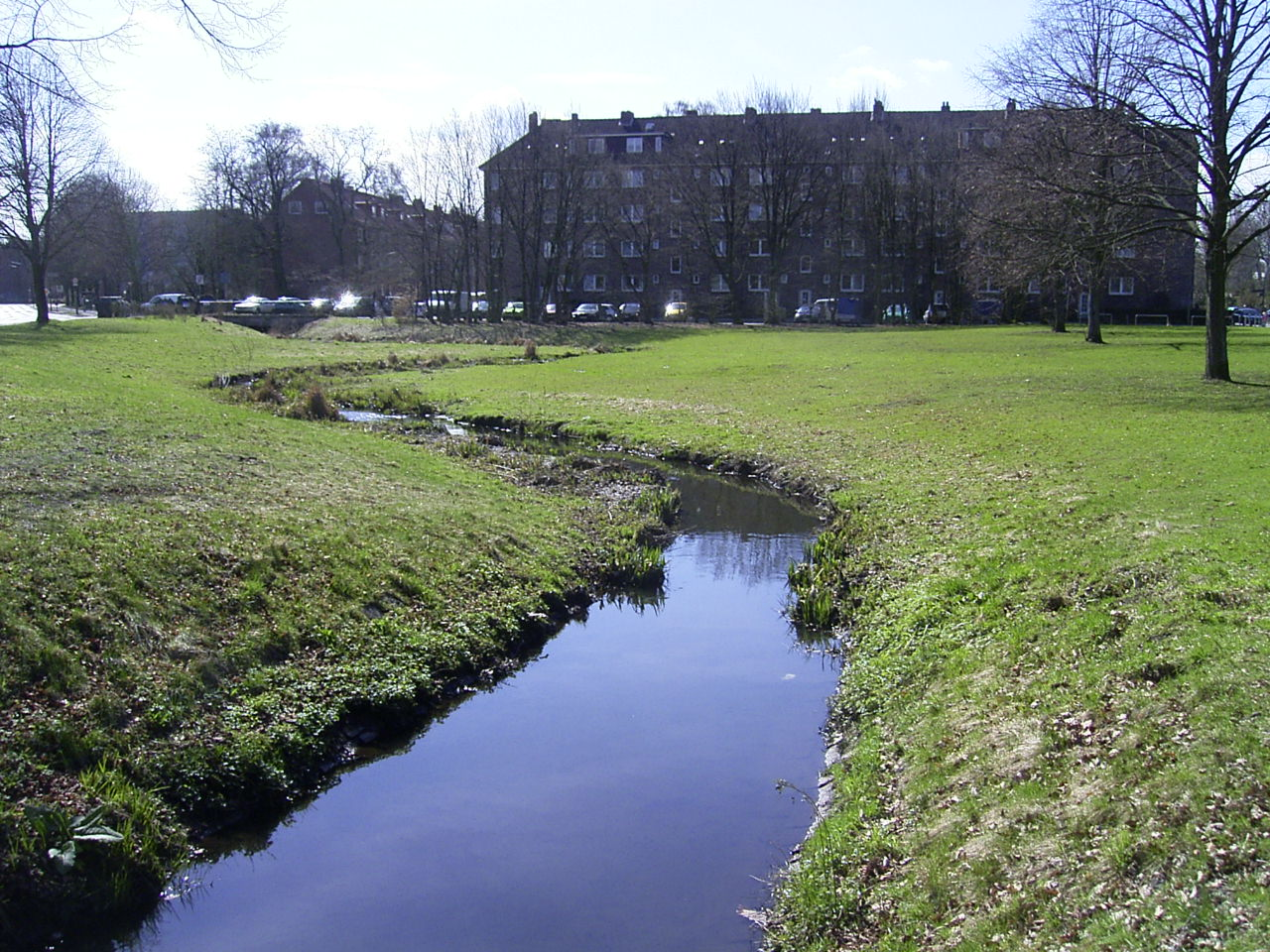
Seebekaue als Grenze zu Bramfeld

### Geografische Lage
Barmbek-Nord liegt im Osten des Hamburger Bezirks Hamburg-Nord. Die Hamburger Innenstadt ist etwa fünf Kilometer entfernt. Barmbek-Nord ist Teil der Inneren Stadt Hamburgs, verstanden als zusammenhängendes, durchgehend bebautes Gebiet um die Hamburger Innenstadt.

### Nachbarstadtteile
Im Uhrzeigersinn (von Norden ausgehend) grenzt Barmbek-Nord an die Hamburger Stadtteile Ohlsdorf, Steilshoop, Bramfeld, Wandsbek, Dulsberg, Barmbek-Süd und Winterhude.
Nach Winterhude hin wurde die Dorfgrenze erstmals 1726 zwischen den Bauern beider Dörfer vereinbart. Sie verlief damals im Ostteil des heutigen Stadtparks. Mit Anlage der Eisenbahnstrecke von Barmbek nach Ohlsdorf Anfang des 20. Jahrhunderts wurde diese im Norden zur Stadtteilgrenze, während südlich der Hellbrookstraße nunmehr die Saarlandstraße die Grenze bildet. Die Grenzen nach Alsterdorf, Steilshoop und Bramfeld wurden 1773 festgelegt, wobei im Zuge des Krankenhausbaus noch ein kleines Stück Alsterdorfer Gemarkung an Barmbek fiel.

## Geschichte
In dem weitgehend unbesiedelten Gebiet hatten die Barmbeker Bauern ihre Felder. Wegen Rechtsstreitigkeiten um die 5. Hufe wurde die in den 1760er Jahren begonnene Verkoppelung nicht vollständig vollzogen, so dass neben den beiden Gewannen an der Alten Wöhr lediglich auf dem „Olen Enn“ (der früheren Grenze zum untergegangenen Dorf Hartzloh, an das die gleichnamige Straße erinnert), dem Heidhörn und an Teilen Rübenkamps Umlegungen stattfanden. Später haben einzelne Bauern durch internen Landtausch zum Beispiel am südwestlichen Langenfort, auf dem Stellbergterrain sowie im 19. Jahrhundert auch in der nördlichen Feldmark produktivere Ackerflächen für ihre Höfe erreicht. Ab 1784 wurden große Teile der Gemeinweide an die Vollhufner und die nunmehr als Halbhufner bezeichneten Kätner verteilt. Hier wurde darauf geachtet, dass nunmehr hinreichend große Stücke entstanden, so dass jeder Landwirt sich eine große Kuhweide anlegen konnte. Der Großteil der Weiden entstand außerhalb des heutigen Barmbek-Nord. Aber auch südlich der Alten Wöhr (10. Hufe), an der Bramfelder Straße auf dem Gelände der heutigen Schiffsbauversuchsanstalt (2. Hufe) bzw. der Techniker Krankenkasse (11. Hufe) und später an der Habichtstraße, wo sich heute die Köster-Stiftung befindet, (12. Hufe) wurden Weiden angelegt.

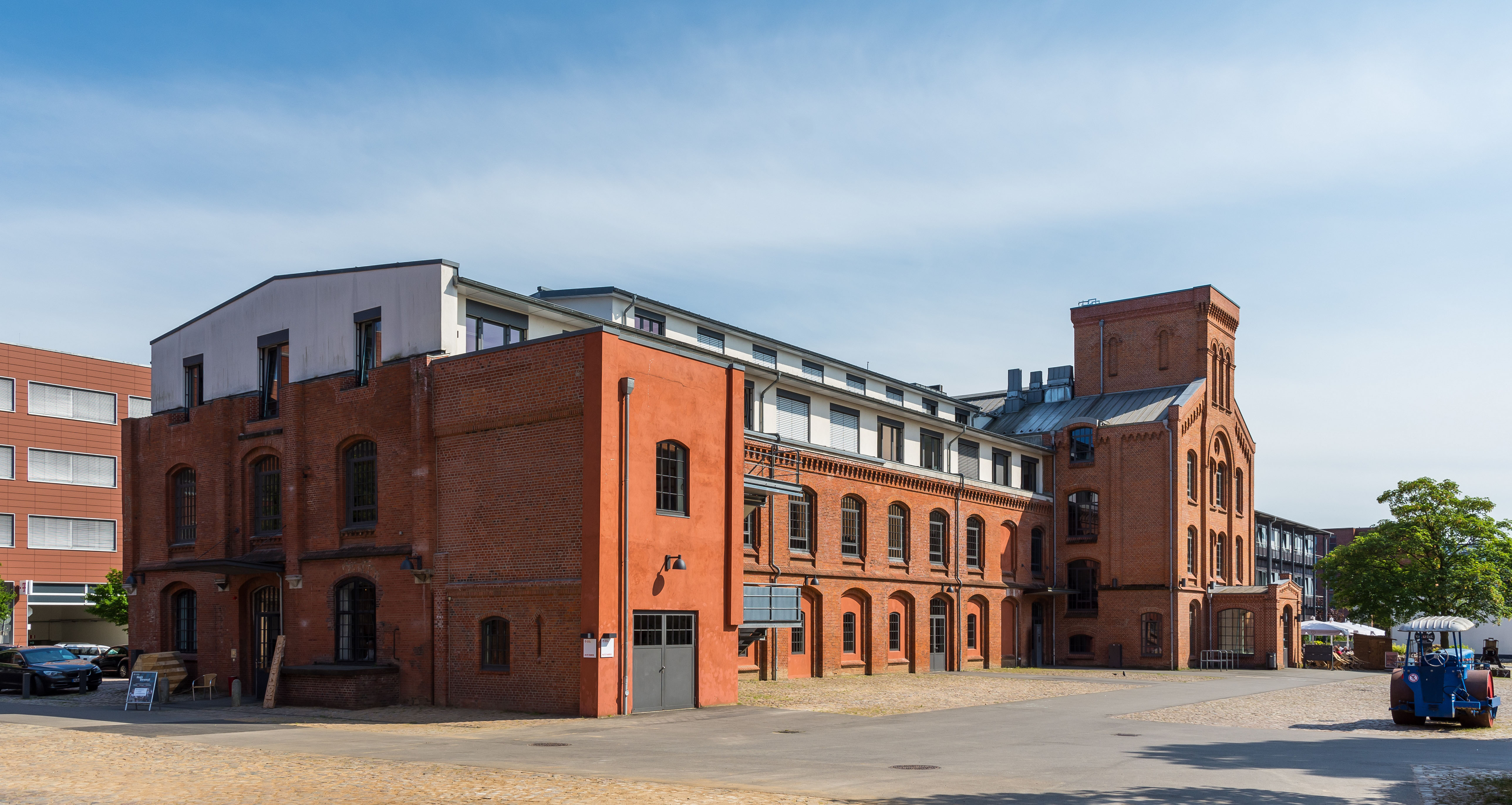
Die New-York Hamburger Gummi-Waaren Compagnie entstand auf Flächen der Hufen 6, 7 und 11.

Um 1800 begannen Barmbeker Bauern – Hufner wie auch Kätner – zunehmend einzelne Flächen an Dritte, teils als Wohngrundstücke, teils zu Gewerbezwecken zu verkaufen. Um 1870 verkauften die Eigentümer der Hufen 6, 7 und 11 Flächen nördlich der Osterbek an Johann Hinrich Wilhelm Maurien, der mit Geschäftspartnern dort die New-York Hamburger Gummi-Waaren Compagnie gründete und auch später noch weitere Ländereien zur Vergrößerung des Betriebs aufkaufte. 1897 erwarb die Stadt 3,58 Hektar der 9. Hufe an der Steilshooper Straße zum Bau einer Abdeckerei.
Bis zur Eingemeindung der Nachbardörfer Bramfeld und Steilshoop 1937 durch das Groß-Hamburg-Gesetz bildeten die heutigen Stadtteile Barmbek-Nord und Dulsberg, die damals noch zusammen mit Barmbek-Süd als Barmbeck bezeichnet wurden, einen Teil der Hamburger Ostgrenze zu Preußen. Aber auch die Osterbek bildete eine Grenze: Da Hamburg dem Deutschen Zollverein zunächst nicht beigetreten war, gehörte Barmbek-Süd zum Hamburger Zollinland, Barmbek-Nord zum preußischen Zollgebiet. Um doppelte Zollformalitäten zu vermeiden, siedelte sich die oben genannte Gummi-Waaren Compagnie hier an.
Als erster Hufner verlegte Johann Hinrich Harckensee 1840 die 4. Hufe aus dem Dorfkern in den Barmbeker Norden an die Bramfelder Straße 43, ungefähr dorthin, wo sich heute die Rettungswache des DRK befindet. Ihm folgte 1890 Heinrich Dreckmann, der seinen Hof, die 12. Hufe, vom alten Dorfplatz an die Grenze nach Bramfeld verlegte, wo er nördlich der Habichtstraße auf den Hellbrookweiden den „Habichtshof“ errichtete, der – durch Zerstörungen im Zweiten Weltkrieg verstümmelt – noch bis 2008 dort stand.  Bereits seit 1883, als Heinrichs Vater Jochim Hinrich Dreckmann noch den Hof im Dorfkern bewirtschaftete, hatte Heinrich Dreckmann auf den Hellbrookweiden ein Gartenhaus errichtet, in dem er mit seiner Frau und ab 1884 dem erstgeborenen Sohn Hans Dreckmann wohnte. Nach dem Habichthof wurde später auch die bis dahin Weg Nr. 207 genannte und seit 1878 gepflasterte Habichtstraße benannt. Den seltenen Fall einer Hofneugründung gab es 1891, als Johann Jochim Lembckes Erben gut 19 Hektar der 10. Hufe in der östlichen Feldmark an dessen zweiten Sohn Adolph abgaben und dieser sich eine neue Hofstelle an der Bramfelder Straße 86 errichtete.

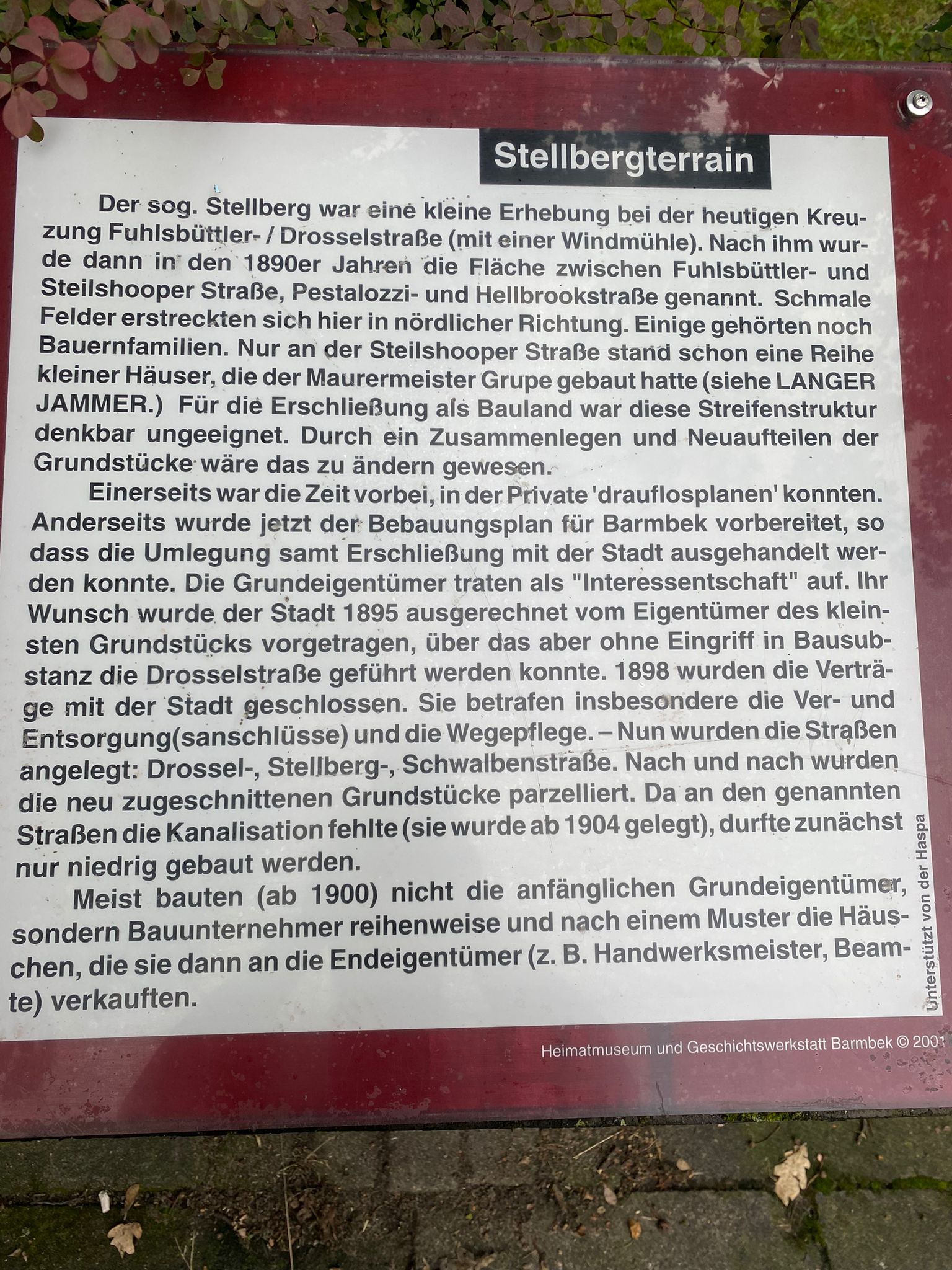
Infotafel zum Stellbergterrain an der Hellbrookstraße

Seit der Jahrhundertwende zum 20. Jahrhundert gaben die meisten Bauern in Barmbek-Nord die Landwirtschaft auf oder betrieben sie außerhalb Barmbeks in ländlicheren Gegenden vor der Stadt weiter. Der Aerar der Freien und Hansestadt Hamburg erwarb die Vollhufnerrechte von elf der zwölf Hufen sowie einen Großteil von deren verbliebenen Ländereien. Der einzig verbliebene Hof, die 12. Hufe, die damals von Heinrich Dreckmann bewirtschaftet wurde, erhielt als Ausgleich für den Verlust der Gemeinweidenutzung ein Grundstück an der jetzigen Emil-Janßen-Straße. Als im Jahre 1883 der Bau der Hamburger Speicherstadt den Abriss eines großen Arbeiterviertels verlangte, wurde die nordöstlich gelegene Feldmark erschlossen und besiedelt, um neuen Wohnraum zu schaffen. 1907 nahm die Hamburg-Altonaer Stadt- und Vorortbahn mit dem Bahnhof Barmbeck den Betrieb auf. Gleichzeitig begann der Bau der Hamburger Hochbahn, die im Jahre 1912 ihren Betrieb aufnahm.
1910 eröffnete das in einem Forst am Nordende des Stadtteils, an der Grenze zu Alsterdorf gelegene Krankenhaus Barmbek, dessen Gelände als Park gestaltet wurde. Für die Besucher entstand der Haltepunkt Rübenkamp. 1931 kam der Haltepunkt Alte Wöhr hinzu.
Die Bedeutung Barmbeks für den städtischen Wandel im Laufe der Industrialisierung ist enorm. Barmbek-Nord ist als Pionierstandort der Stadtplanung der 1910er und 1920er Jahre im Stile der „Neuen Sachlichkeit“ ein urbanes Kulturdenkmal von internationalem Rang. In der zweiten Hälfte der Weimarer Republik wurden hier über 4300 Wohnungen gebaut, vor allem im Gebiet um den Habichtsplatz. Gewerbebetriebe wurden lediglich als unmittelbar zur Versorgung der Bewohner erforderliche Läden und Dienstleister zugelassen. Als letzter Landwirt in Barmbek-Nord gab Heinrich Lembcke, der seine Felder im damals noch preußischen Steilshoop hatte, 1923 die Landwirtschaft auf, die barmbekischen Vollhufnerrechte der 10. Hufe waren bereits 1900 an die Stadt gefallen. Seine Hofstelle mit dem 1623 erbauten Bauernhaus an der Hufnerstraße fiel den alliierten Bombenangriffen in der Nacht vom 29. auf den 30. Juli 1943 zum Opfer. Ein Jahr vor Lembcke gab mit Heinrich Dreckmann – zermürbt von den Feldplünderungen nach dem Ersten Weltkrieg – der letzte Vollhufner die Landwirtschaft in Barmbek auf. Auf den zugehörigen Ländereien errichteten Dreckmanns Kinder Mietwohnungen, die von Arnold Dreckmann verwaltet wurden. Insgesamt wurden im Gebiet des heutigen Stadtteils 93 % der Wohnungen völlig zerstört (77,8 %) oder zumindest stark beschädigt (15,2 %). Im Gegensatz zu Barmbek-Süd wurde – abgesehen von Fassadenvereinfachungen und Grundrißveränderungen im Einzelfall – der Stadtteil nach dem Zweiten Weltkrieg konzeptionell unverändert wieder aufgebaut. Ausnahmen sind hier das Gebiet der Hochbahnschleife sowie die Neubauten rund um Drossel- und Starstraße. Bereits 1956 war der Wiederaufbau des Stadtteils weitestgehend abgeschlossen.

### Religionen
Seit der Einführung der Reformation durch Johannes Bugenhagen ist Hamburg lutherisch geprägt. Auch heute ist die evangelisch-lutherische Kirche noch die stärkste Religionsgemeinschaft in Barmbek-Nord, auch wenn ein Großteil der Bewohner inzwischen konfessionslos ist.
Die erste in Barmbek-Nord gebaute Gemeindekirche ist die Auferstehungskirche im Tieloh, die von 1916 bis 1920 nach Plänen von Camillo Günther entstand. Zuvor gehörte das Gebiet seit 1903 zur Gemeinde der Heiligengeistkirche in Barmbek-Süd, die für ganz Barmbek und Dulsberg zuständig war. Nach dem Zweiten Weltkrieg kamen am Nordrand des Stadtteils noch die Kirche St. Gabriel am Hartzlohplatz und am Lämmersieth im Osten des Stadtteils die St. Bonifatiuskirche hinzu. Neben diesen drei evangelisch-lutherischen Kirchgemeinden gibt es im Lämmersieth die in den 1920er Jahren erbaute römisch-katholische St. Franziskus-Kirche, deren Gemeindegebiet auch den Dulsberg umfasst. Des Weiteren stehen in der Schwalbenstraße eine neuapostolische Kirche und in der Fuhlsbüttler Straße eine evangelische Freikirche, die Christus-Gemeinde Barmbek-Nord, die zum Mülheimer Verband gehört.

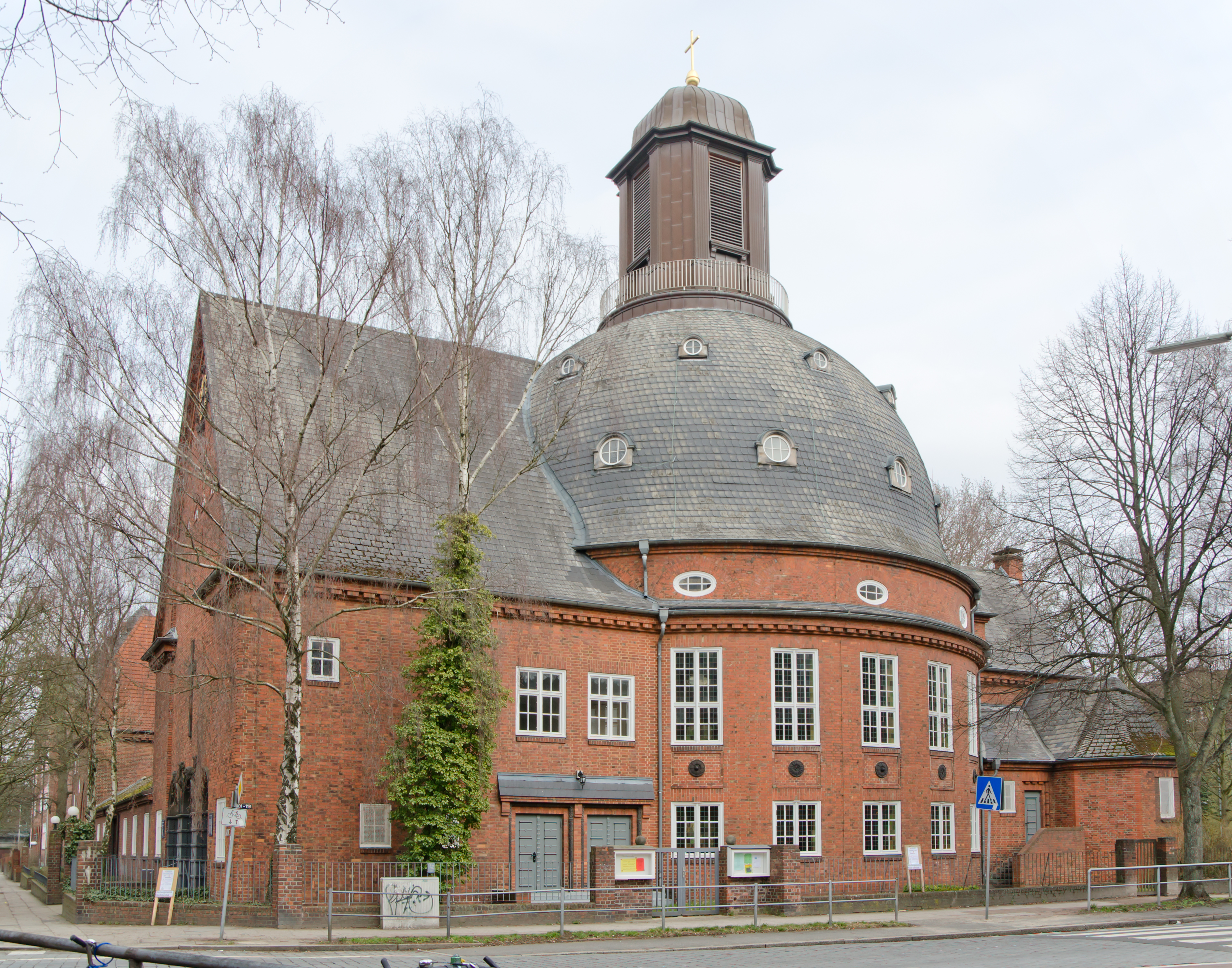
Auferstehungskirche im Tieloh
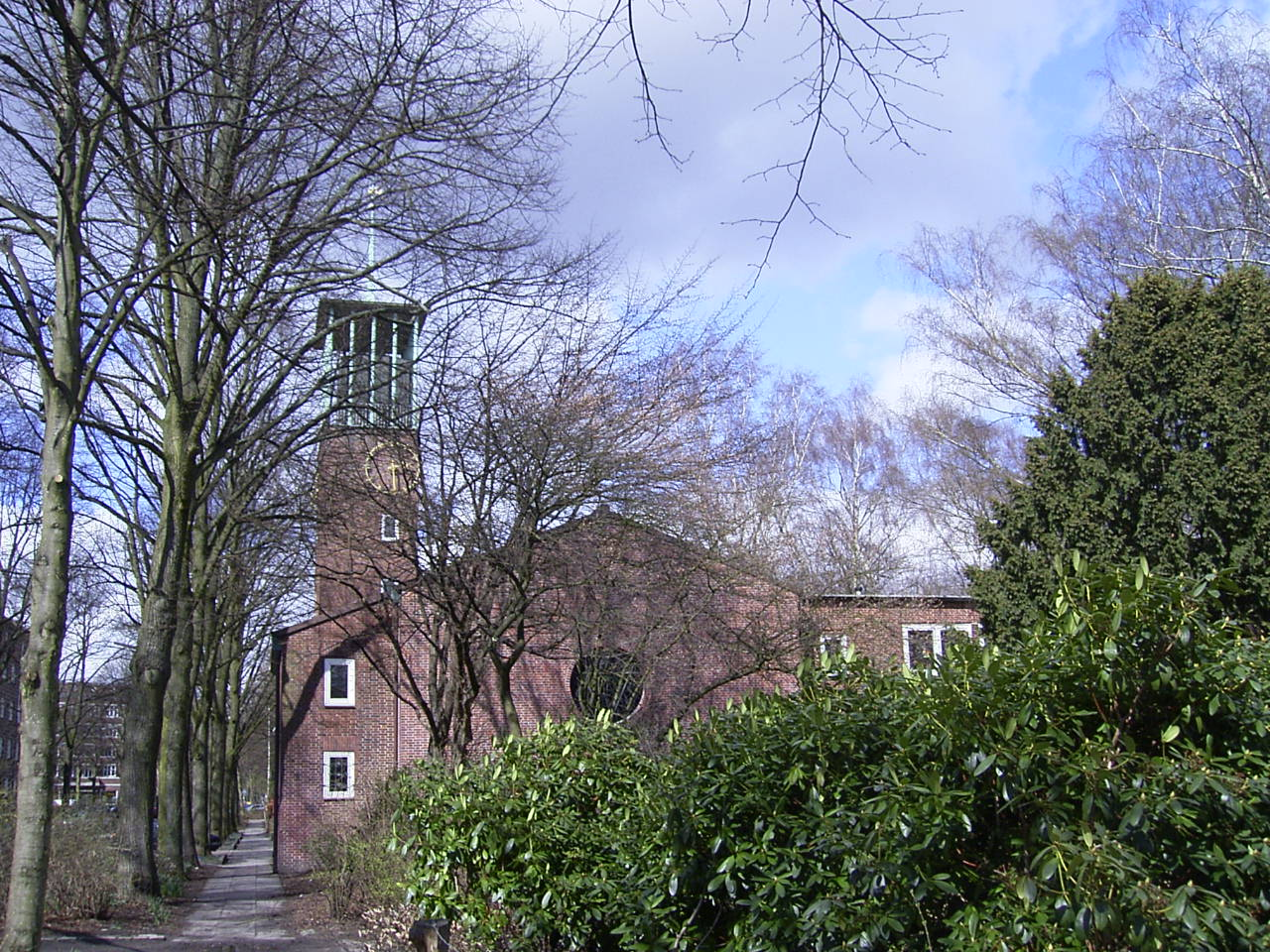
St. Gabriel am Hartzloh
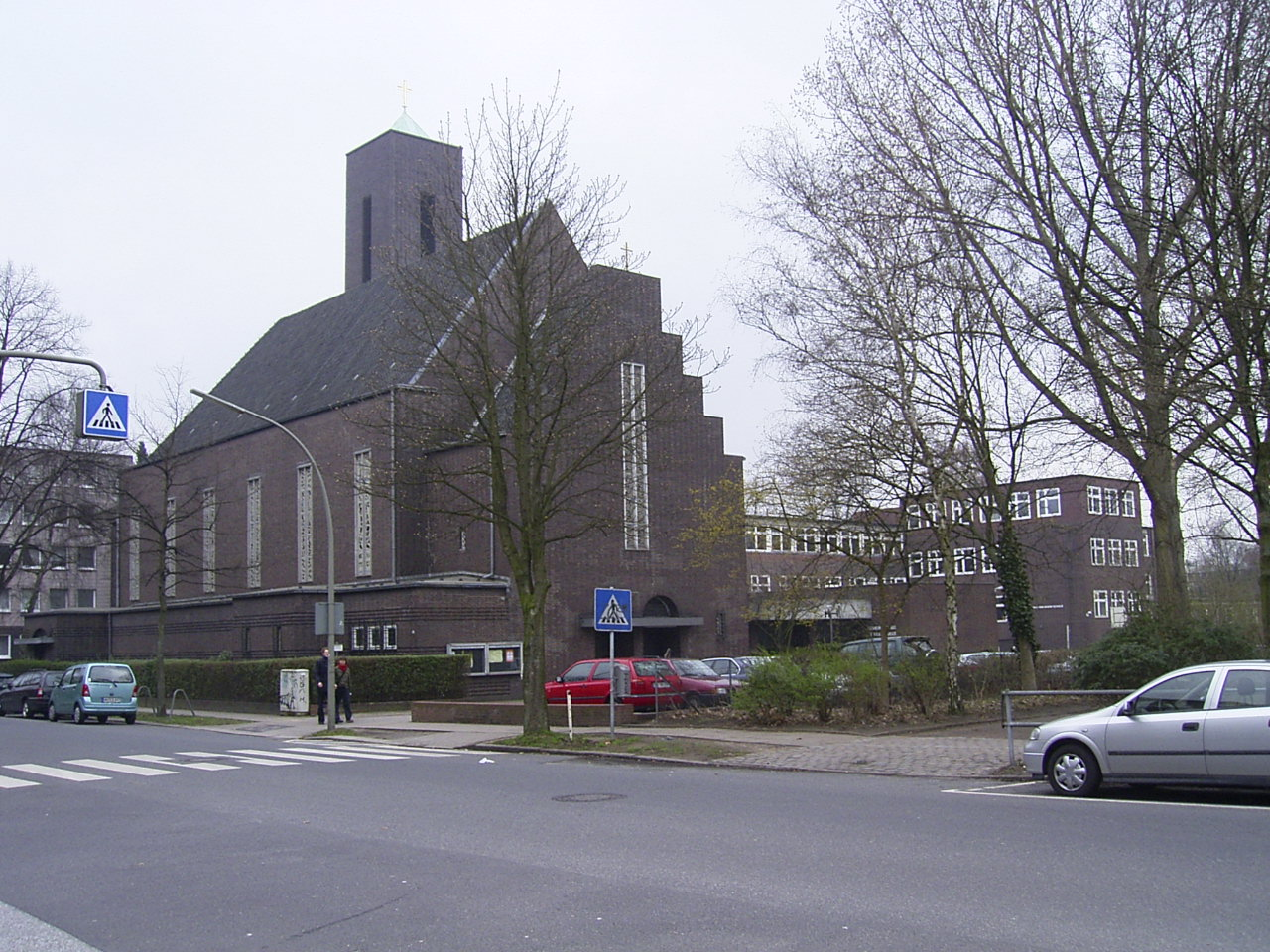
St. Franziskus mit Franz-von-Assisi-Haupt- und Realschule

### Einwohnerentwicklung
Für die Zahlen vor 1951 siehe den Artikel Barmbek. 1939, als Barmbek noch nicht in drei Stadtteile unterteilt war, hatte das Gebiet des heutigen Stadtteils 71.826 Einwohner. Quelle für die Zahlen bis 1984 ist die Arbeit von Bernhard Beyerlein. Jüngere Zahlen kommen vom Statistischen Amt für Hamburg und Schleswig-Holstein.
- 1950: 37.404
- 1961: 64.391
- 1970: 51.720
- 1980: 41.107
- 1984: 39.023
- 2016: 41.475

## Statistik
- Anteil der unter 18-Jährigen: 11,0 % [Hamburger Durchschnitt: 16,8 % (2023)][12]
- Anteil der über 64-Jährigen: 12,8 % [Hamburger Durchschnitt: 17,8 % (2023)][12]
- Ausländeranteil: 16,9 % [Hamburger Durchschnitt: 20,7 % (2023)][12]
- Arbeitslosenquote: 6,2 % [Hamburger Durchschnitt: 6,2 % (2023)][12]

Das durchschnittliche Einkommen je Steuerpflichtigen beträgt in Barmbek-Nord 36.119 Euro jährlich (2023), der Hamburger Gesamtdurchschnitt liegt bei 48.035 Euro.

## Politik
Für die Wahl zur Hamburgischen Bürgerschaft gehört Barmbek-Nord zum Wahlkreis Barmbek – Uhlenhorst – Dulsberg, bei Wahlen zur Bezirksversammlung Hamburg-Nord zum Wahlkreis 6 (Barmbek-Nord) und bei Bundestagswahlen zum Wahlkreis 18 (Hamburg-Mitte).
Bei den Bürgerschaftswahlen 2025, 2020, 2015, 2011, 2008, 2004, 2001, 1997, 1993, 1991, 1987, 1986 und Dezember 1982 kam es zu folgenden Ergebnissen:
| Wahljahr  | SPD    | Grüne 1) | Linke 2) | CDU    | AfD    | FDP    | Übrige    |
| --------- | ------ | -------- | -------- | ------ | ------ | ------ | --------- |
| 2025      | 33,2 % | 23,4 %   | 14,8 %   | 11,4 % | 06,1 % | 02,1 % | 09,0 %    |
| 2020      | 36,1 % | 29,6 %   | 12,2 %   | 05,9 % | 04,3 % | 03,3 % | 08,6 %    |
| 2015      | 46,0 % | 15,1 %   | 11,9 %   | 10,0 % | 05,5 % | 04,9 % | 06,6 %    |
| 2011      | 51,7 % | 14,7 %   | 08,6 %   | 13,7 % | –      | 03,9 % | 07,4 %    |
| 2008      | 39,8 % | 12,1 %   | 09,2 %   | 31,8 % | –      | 03,7 % | 03,3 %    |
| 2004      | 36,6 % | 15,3 %   | –        | 37,4 % | –      | 02,4 % | 08,4 %    |
| 2001      | 44,1 % | 10,5 %   | 00,6 %   | 19,3 % | –      | 03,5 % | 22,0 % 3) |
| 1997      | 43,1 % | 16,0 %   | 00,8 %   | 21,6 % | –      | 02,2 % | 16,3 % 4) |
| 1993      | 48,6 % | 14,2 %   | –        | 18,5 % | –      | 02,6 % | 16,1 %    |
| 1991      | 57,3 % | 08,4 %   | –        | 26,6 % | –      | 03,3 % | 04,5 %    |
| 1987      | 53,2 % | 07,8 %   | –        | 33,4 % | –      | 04,4 % | 01,2 %    |
| 1986      | 49,7 % | 10,6 %   | –        | 35,1 % | –      | 03,3 % | 01,3 %    |
| Dez. 1982 | 59,9 % | 06,8 %   | –        | 30,6 % | –      | 01,9 % | 00,8 %    |

## Städtebauliche Entwicklung

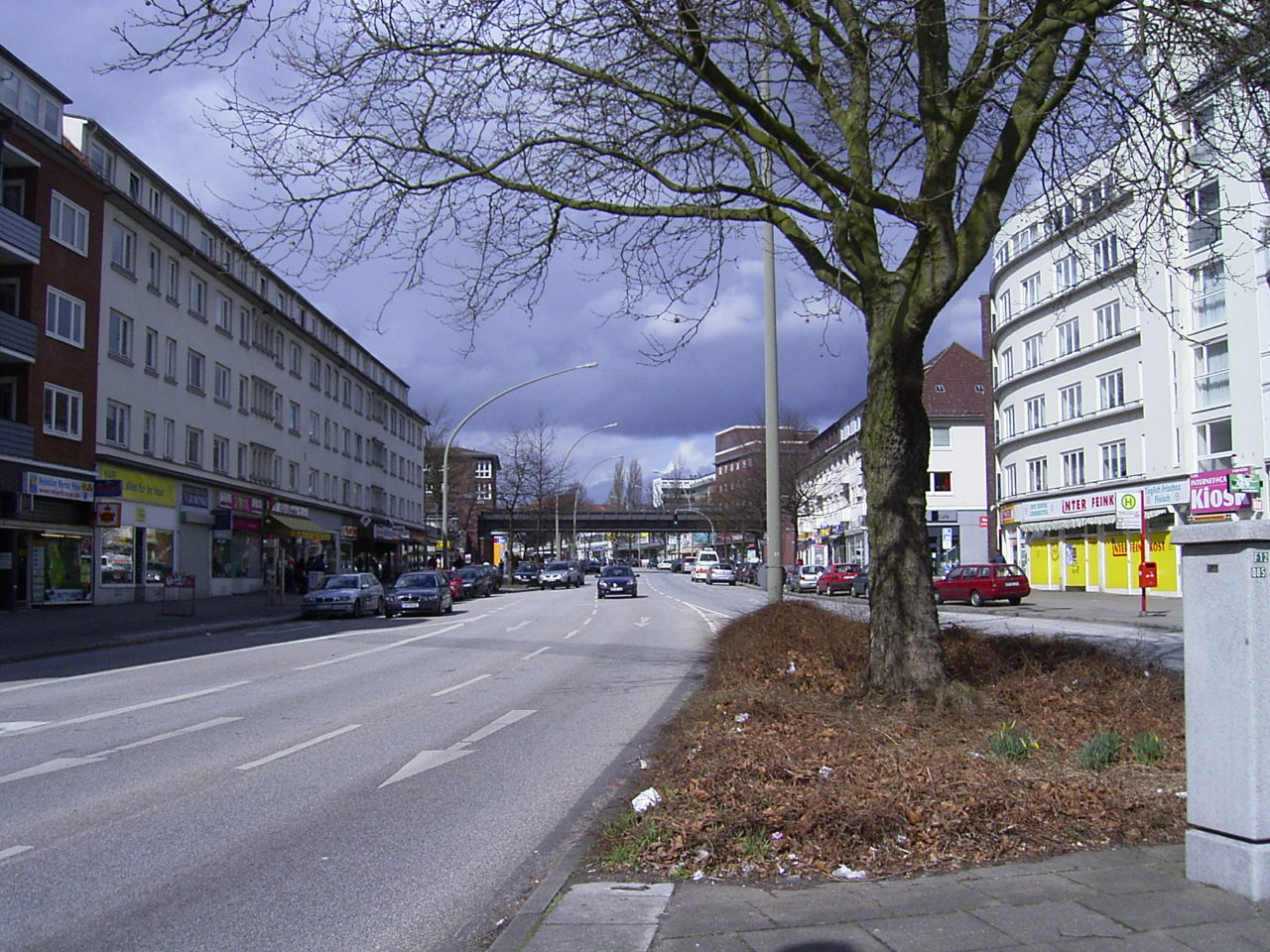
Fuhlsbüttler Straße stadtauswärts

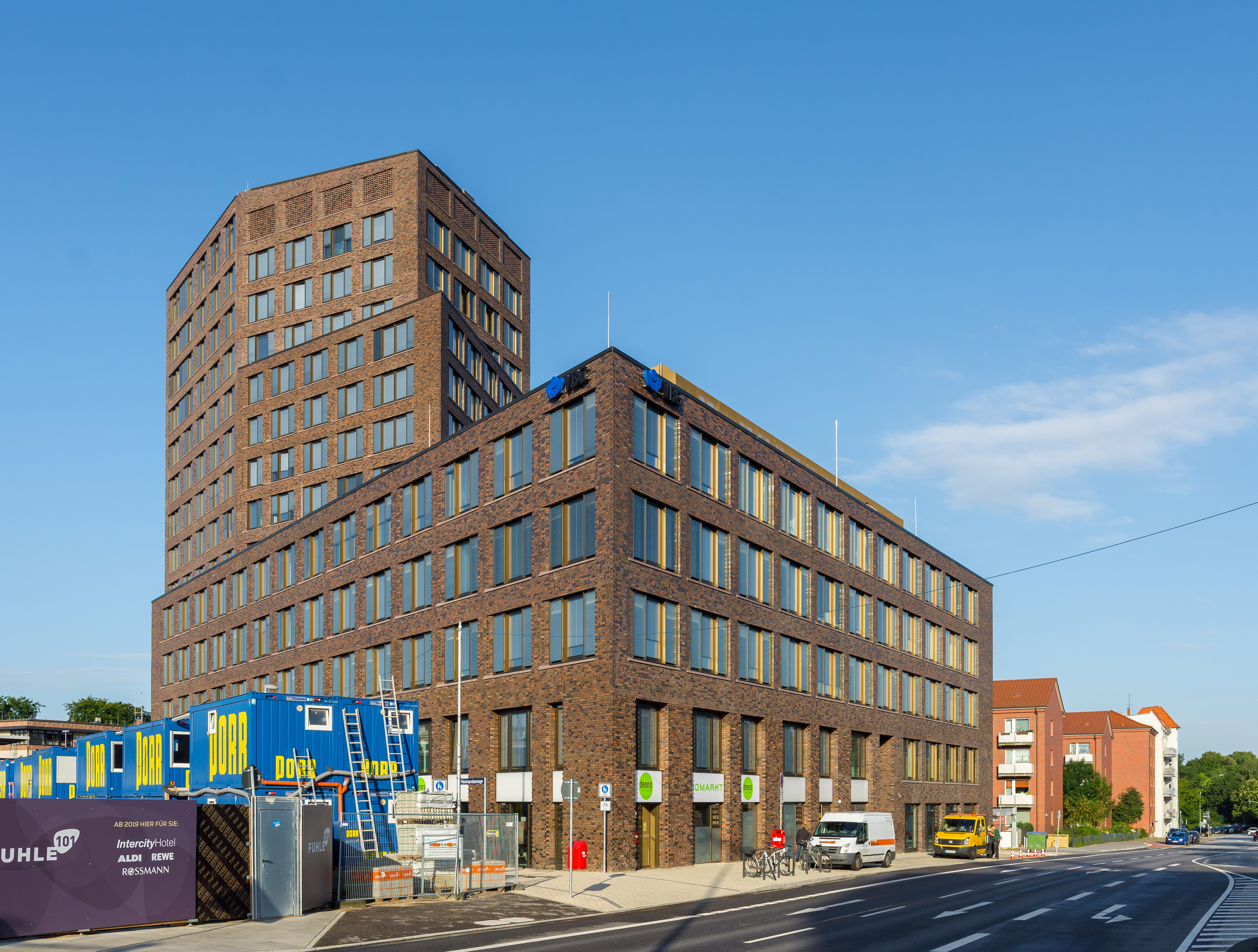
2016 fertiggestelltes neues Büro-Hochhaus am Bahnhof Barmbek

Rund um die Einkaufsstraße Fuhlsbüttler Straße und den U/S- bzw. Bus-Bahnhof Barmbek ist der Stadtteil Barmbek-Nord im Juli 2005 vom Senat zum Sanierungsgebiet erklärt worden. Voruntersuchungen hatten ergeben, dass der südliche Teil der Fuhlsbüttler Straße Potential für eine städtebauliche Neugestaltung bietet.
Hierzu gehört die beabsichtigte Einrichtung einer neuen Fläche für den Wochenmarkt. Angeschoben wurden die Bemühungen vom Bürgerhaus Barmbek und der Auferstehungskirche Barmbek. Angefangen mit der Wunschbaumaktion hatten die Organisationen die Barmbeker befragt, was im Stadtteil besser werden solle. Seit Beginn der Aktion findet in regelmäßigen Abständen das Stadtteilgespräch statt.
Der Bahnhof Barmbek wird seit 2009 umgebaut. Der ursprünglich nördlich der Gleise vorhandene Busbahnhof aus den 1960er Jahren wurde 2011 aufgegeben und durch Bushaltestellen direkt am Bahnhof in den Straßen Wiesendamm und Krüsistraße ersetzt. Die Arbeiten im Bahnhof selbst dauern im Teil der S-Bahn nach jahrelangen Bauverzögerungen der Deutschen Bahn nach wie vor an. Im Teil der U-Bahn sind sie bereits weitgehend abgeschlossen.
Auf der Fläche des ehemaligen Busbahnhofes am Bahnhof Barmbek ist ein 15-stöckiges Bürogebäude errichtet worden, in dem seit 2016 die Hauptverwaltung der Verwaltungs-Berufsgenossenschaft (zuvor am Deelbögenkamp in Alsterdorf) ihren Sitz hat. Das direkt östlich anschließende Kaufhaus wurde nach langem Leerstand infolge der Insolvenz der Hertie-Kette abgerissen. Hier entsteht ein neues Geschäftshaus mit Einzelhandels-, Gastronomie- und Büroflächen, in den oberen Geschossen ein Hotel als Eingang zur Fuhlsbüttler Straße. Dieser Straßenzug wurde 2015 neu gestaltet und erhielt insbesondere mehr Flächen für Fußgänger und Radfahrer. Angrenzende einzelne Flachbauten aus der Nachkriegszeit sollen durch höhere Gebäude ersetzt werden. Baulücken in der Umgebung, beispielsweise entlang der Drosselstraße, sind zur Schließung vorgesehen, um die Flächen insbesondere für den Wohnungsbau zu nutzen.
Am östlichen Stadtteilrand ist östlich der Steilshooper Straße ein umfassendes Neubaugebiet mit etwa 700 Wohnungen geplant. Hier wird die Fläche umfassend neu geordnet, was insbesondere Gewerbe-, Sport- und Kleingartenflächen betrifft.
Unmittelbar hinter der westlichen Grenze Barmbeks, zwischen S-Bahnstrecke und Stadtpark, sind weitere Groß-Bauprojekte auf Kleingartenflächen geplant, die Fläche des ehemaligen Güterbahnhofs Barmbek ist bereits mit Wohnungen bebaut. Diese Gebiete liegen bereits in Winterhude.

## Kultur und Sehenswürdigkeiten

### Museen
In der ehemaligen New-York Hamburger Gummi-Waaren Compagnie an der Maurienstraße entstand 1998 das Museum der Arbeit, das vor allem zeigt, wie sich Arbeit in den letzten 150 Jahren gewandelt hat. Dabei stehen Ausschnitte aus den für Hamburg typischen Bereichen der Arbeitswelt im Vordergrund (Druck- oder Fischindustrie, Kontor- und Hafenarbeit). Das Museum bietet mit großer Unterstützung durch seinen Trägerverein Kurse an, um alte Arbeitstechniken wie das Goldschmieden oder Drucken zu erlernen.
Im Hof des Museums hat das Schneidrad des Elbtunnelbohrers TRUDE (Tief Runter Unter Die Elbe), mit dem die vierte Elbtunnelröhre gebohrt wurde, sein neues Zuhause gefunden.

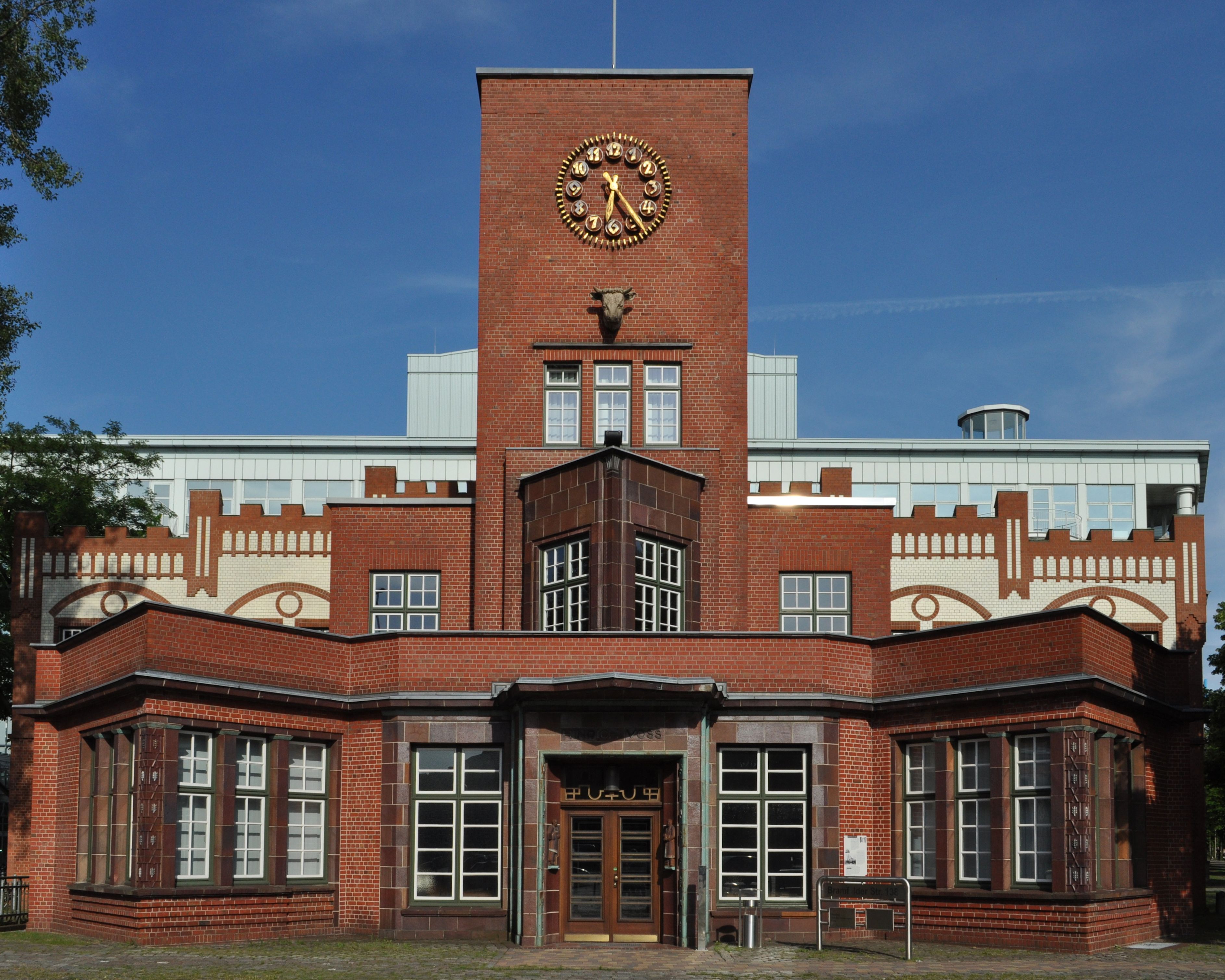
Ehemaliges Eingangsportal von Margarine-Voss; im Hintergrund die Hauptverwaltung der Techniker Krankenkasse

### Bauwerke

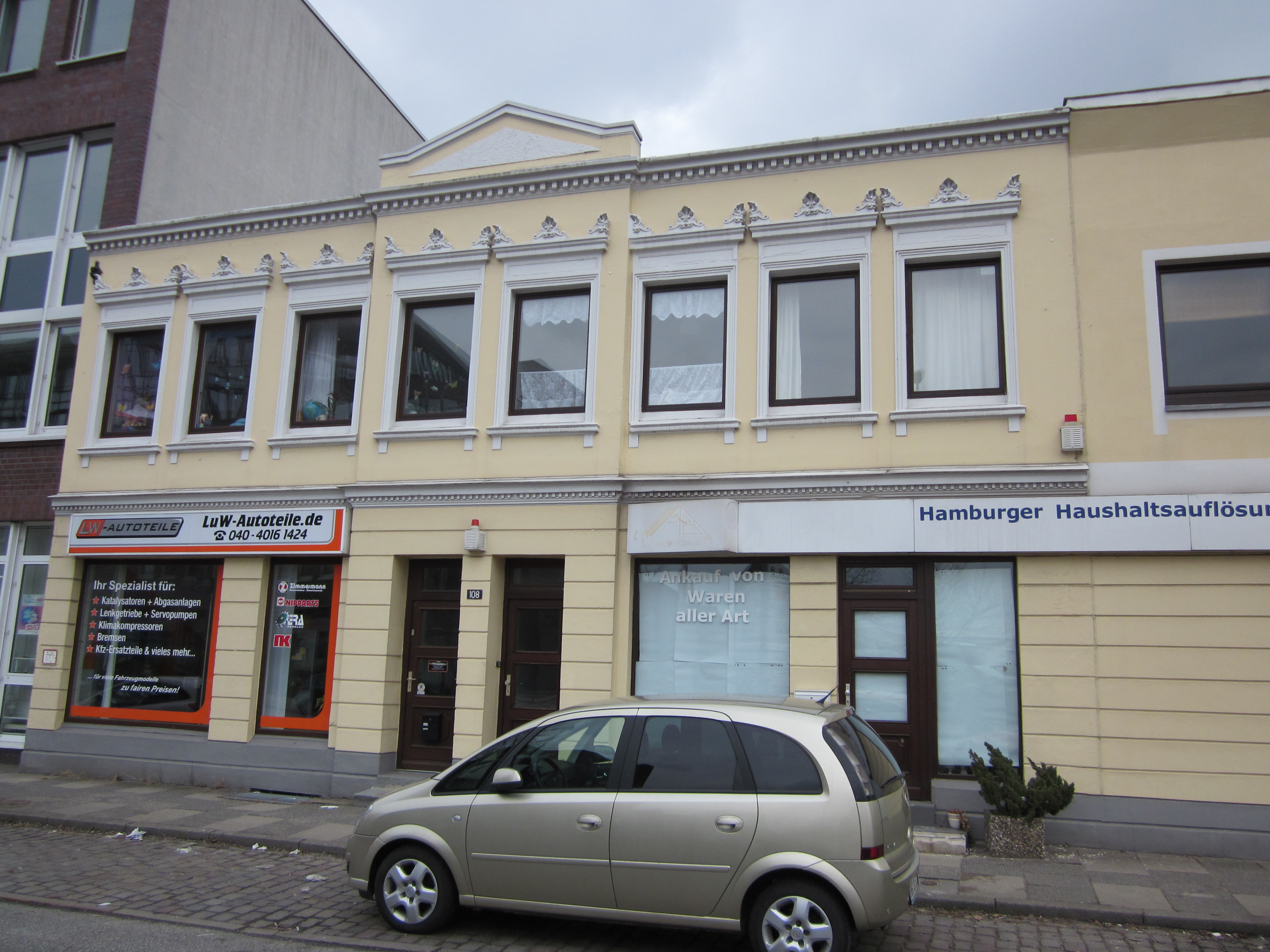
Von Heinrich Dreckmann 1901 bis 1903 erbaute Mietwohnungen in der Bramfelder Straße 106 und 108.

Bauten aus der Zeit vor dem Ersten Weltkrieg sind in Barmbek-Nord heute kaum vorhanden. Einerseits war die großflächige Bebauung vor 1890 erst bis zur heutigen Hellbrookstraße fortgeschritten, andererseits wurde im Zweiten Weltkrieg vieles zerstört. In der Fuhlsbüttler Straße und Steilshooper Straße sind aber auch noch einzelne Altbauten erhalten geblieben. Beispielhaft sowohl für Erhalt als auch Zerstörung sind die von Heinrich Dreckmann 1901 bis 1903 erbauten eingeschossigen Häuserzeilen in der Bramfelder Straße 100 bis 108, vor die einige Jahre später Vorderhäuser gestellt wurden, so dass die typischen Hamburger Wohnterrassen entstanden. Von dieser Bebauung sind lediglich noch die beiden Vorderhäuser Bramfelder Straße 106 und 108 erhalten. Im Vorderhaus Nummer 108 wurde eine Schmiede eingerichtet. Heute befindet sich dort eine Klempnerei.
Barmbek-Nord ist überwiegend von Backsteinarchitektur geprägt. Namhafte Architekten wie Karl Schneider und Friedrich Richard Ostermeyer haben Wohnhäuser für diesen Stadtteil entworfen. Ostermeyer schuf den Adolf-von-Elm-Hof an der Fuhlsbüttler Straße, neben dem Block am Bendixensweg eines der frühen Zeugnisse des Neuen Bauens.
Fritz Schumacher hat mehrere Schulgebäude und die Polizeiwache am Hartzlohplatz für das Viertel entworfen.
Die Umgestaltungsmaßnahmen der ehemaligen Gummihartwarenfabrik zum Museum der Arbeit haben zu einer Belebung des südlichen Bahnhofsbereichs der S- und U-Bahn-Haltestelle Barmbek geführt. Die städtische Hamburger Wohnungsbaugesellschaft SAGA und die GWG restaurierten ehemalige Fabrikteile und errichteten im Hof des Museums am Osterbekkanal ihre Hauptverwaltungen.

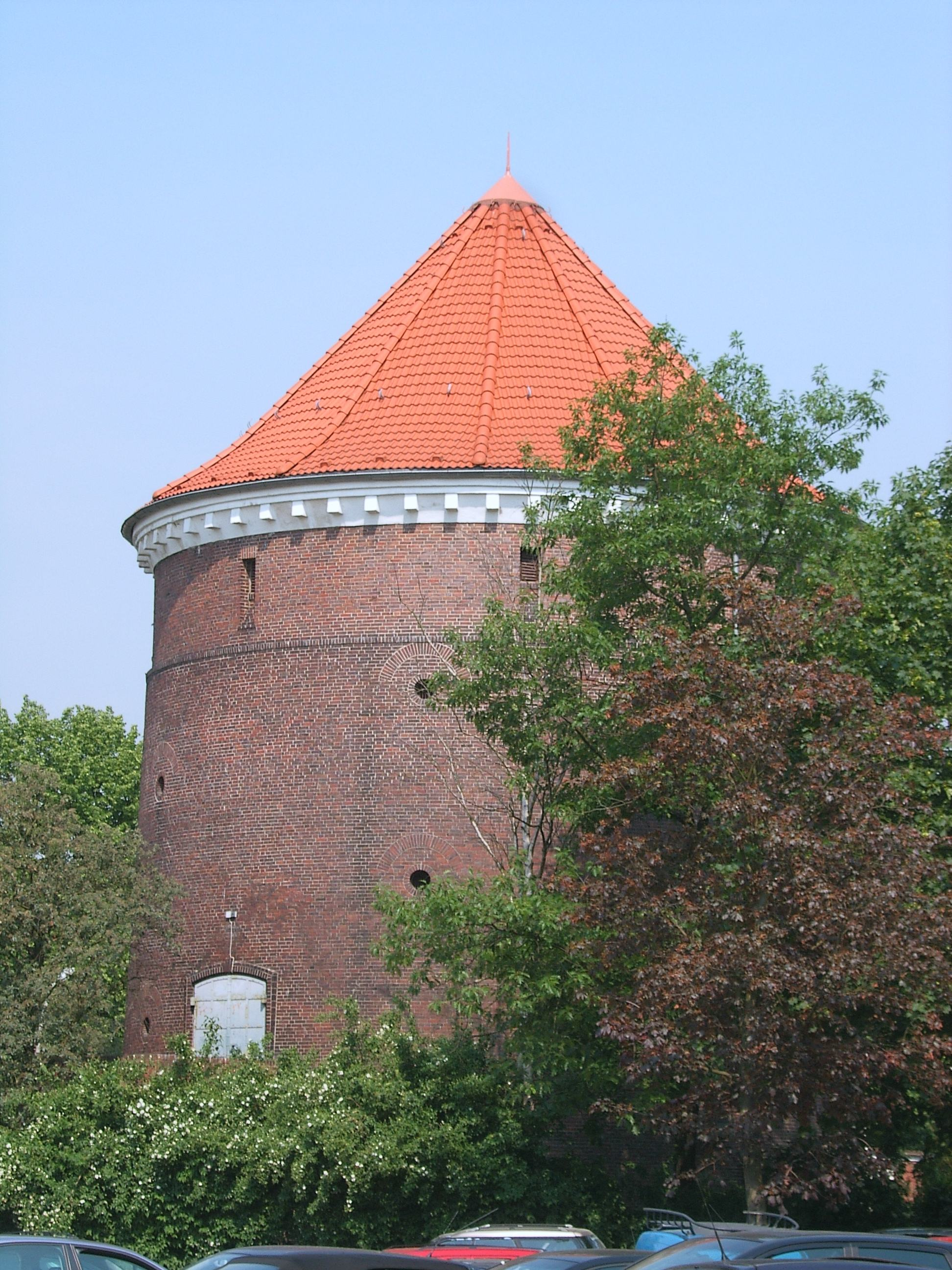
Rundbunker am Barmbeker Bahnhof

In unmittelbarer Nähe zum Museum der Arbeit, gegenüber dem südlichen Ausgang des Bahnhofs, steht ein Rundbunker aus dem Zweiten Weltkrieg. Der Bunker der Bauart „Zombeck“ wurde 1939 errichtet und steht seit 2003 unter Denkmalschutz.
An der Straßenecke Habichtstraße/Bramfelder Straße steht der von Henry Grell und Peter Pruter entworfene denkmalgeschützte Eingangsbereich der ehemaligen Margarinefabrik Voss – in jedem Haus die gute Voss –, der heute Teil der Hauptverwaltung der Techniker Krankenkasse ist. Mit dem Rinderkopf und den beiden Mitarbeiterfiguren links und rechts der Eingangstür wurden große Bedeutung der Margarineproduktion für die Belieferung der Bevölkerung mit preiswerten Verzehrfetten symbolisiert. Auf dem ehemaligen Fabrikgelände wurde von 1985 bis 1989 nach Plänen von Heinz Graaf und Peter P. Schweger die architektonisch interessante Hauptverwaltung der Techniker Krankenkasse errichtet.
Im Norden des Stadtteils befindet sich das Gebiet des ehemaligen Allgemeinen Krankenhauses Barmbek. Nachdem auf dem nördlichen Teil des Geländes die Asklepios Klinik Barmbek neu errichtet worden war, entstand auf dem südlichen Teil das Quartier 21. Dabei wurden teilweise die alten Pavillon-Häuser des 1913 eröffneten Krankenhauses in Wohnraum umgestaltet, teilweise wurden auch neue Bauvorhaben realisiert, wie etwa das Hochtief-Haus an der Fuhlsbüttler Straße, in welchem der Baukonzern im Frühjahr 2012 seine Hamburg-Niederlassungen zusammengeführt hat. Einen markanten Baukörper stellt der Wasserturm Hamburg-Barmbek dar, der revitalisiert wurde und verschiedene Nutzungen, darunter ein Restaurant und ein Fitnessstudio, enthält.

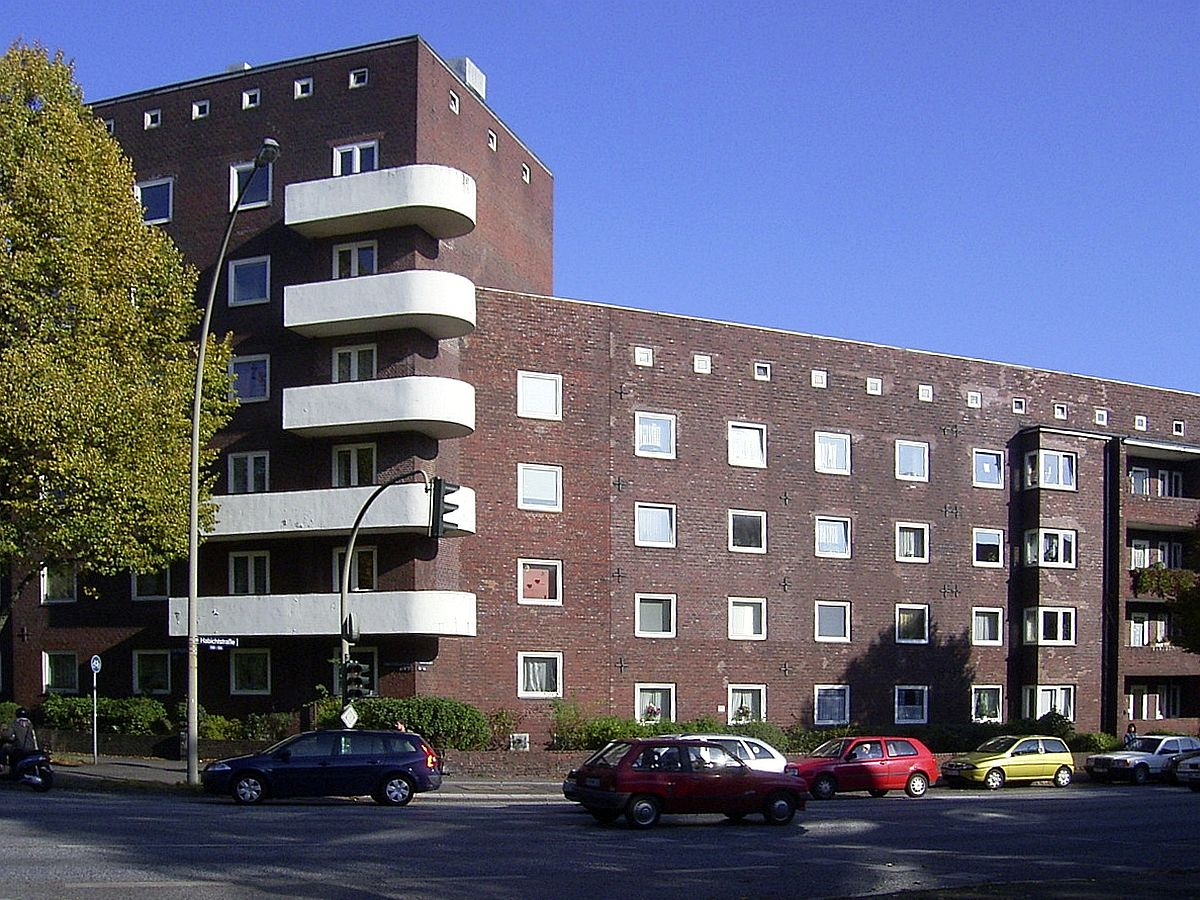
Von Karl Schneider für die Gemeinnützige Wohnungsbaugesellschaft Groß-Hamburg entworfener Wohnblock
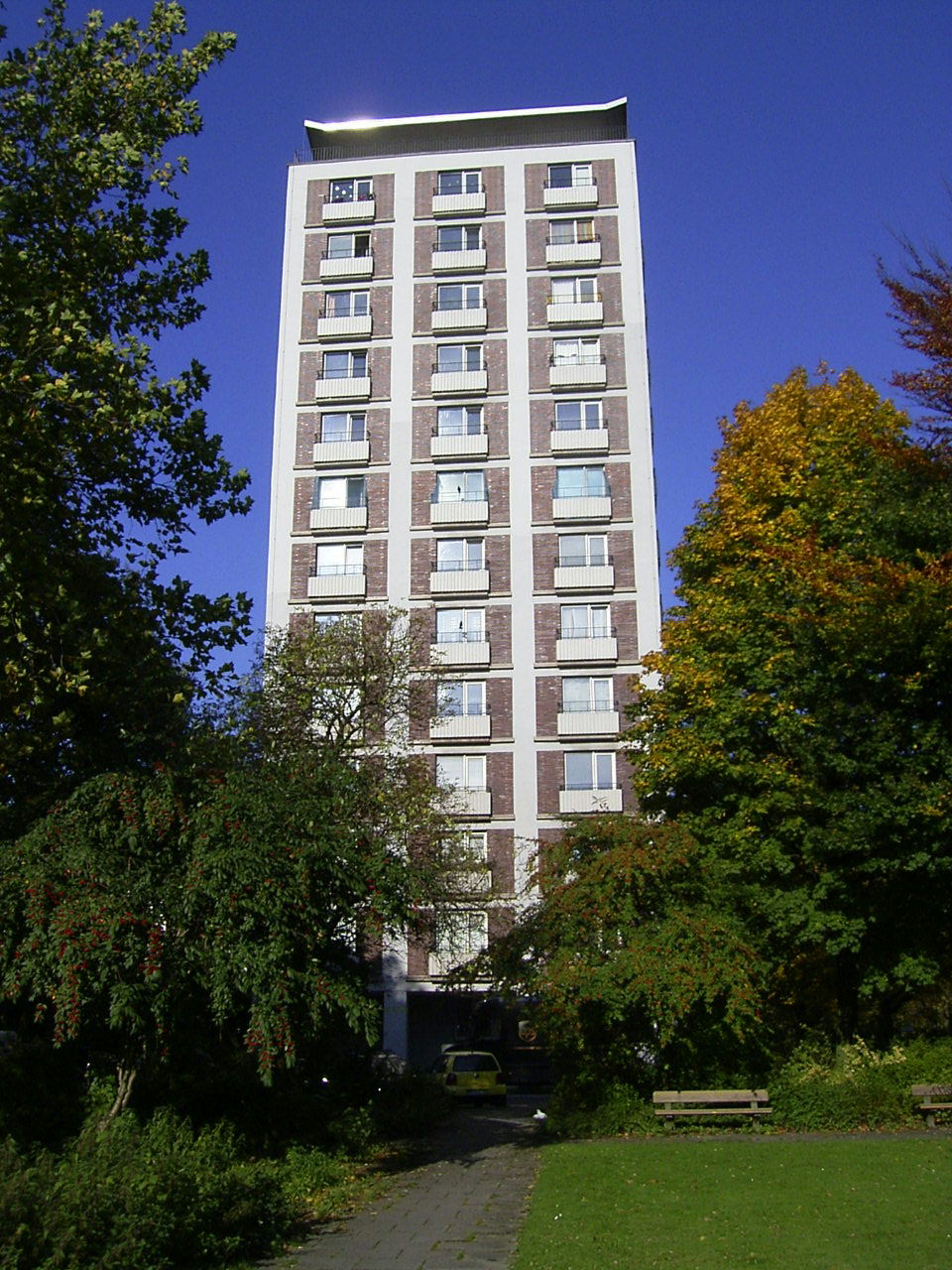
Hochhaus am Habichtsplatz
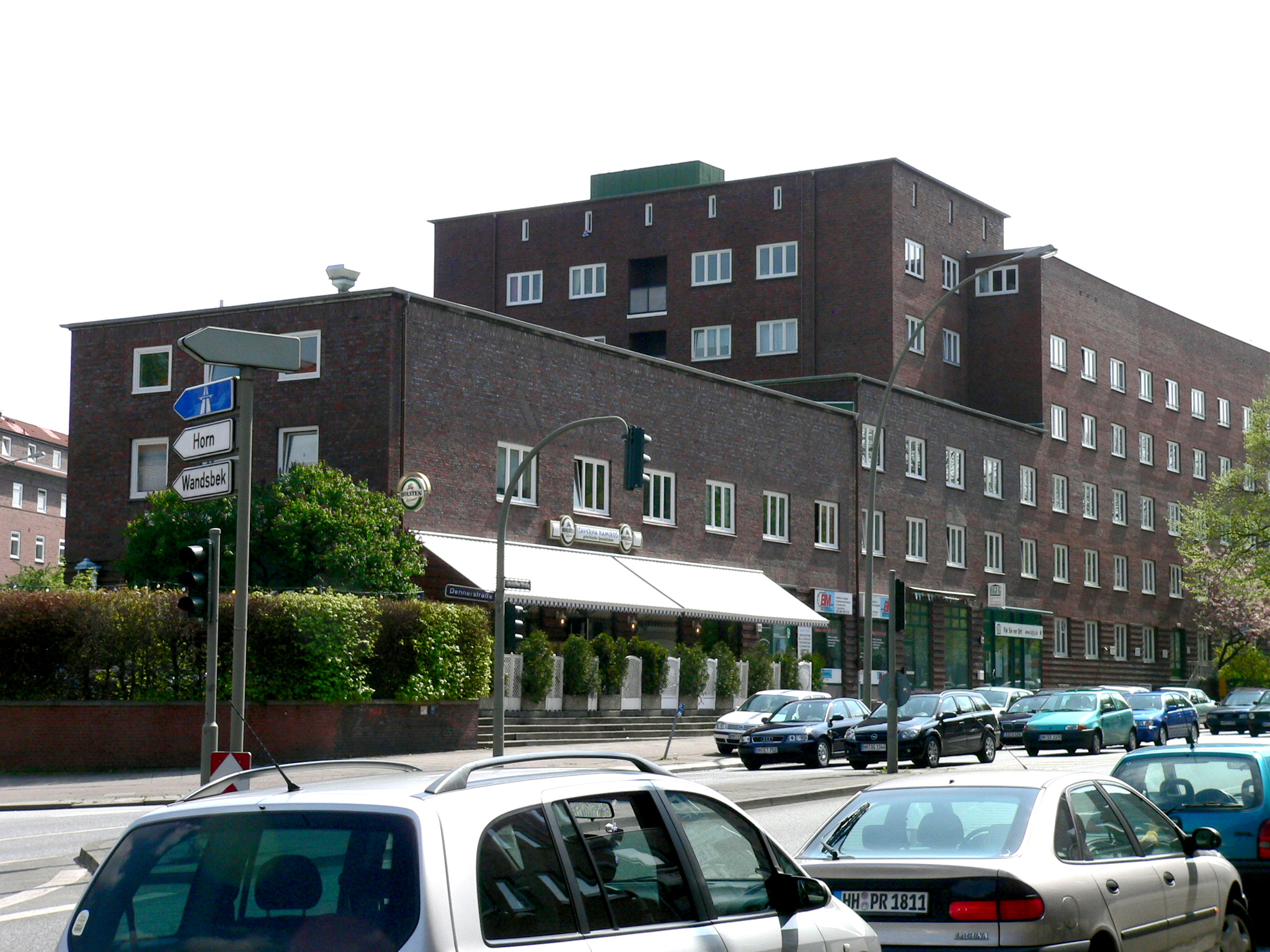
Adolf-von-Elm-Hof
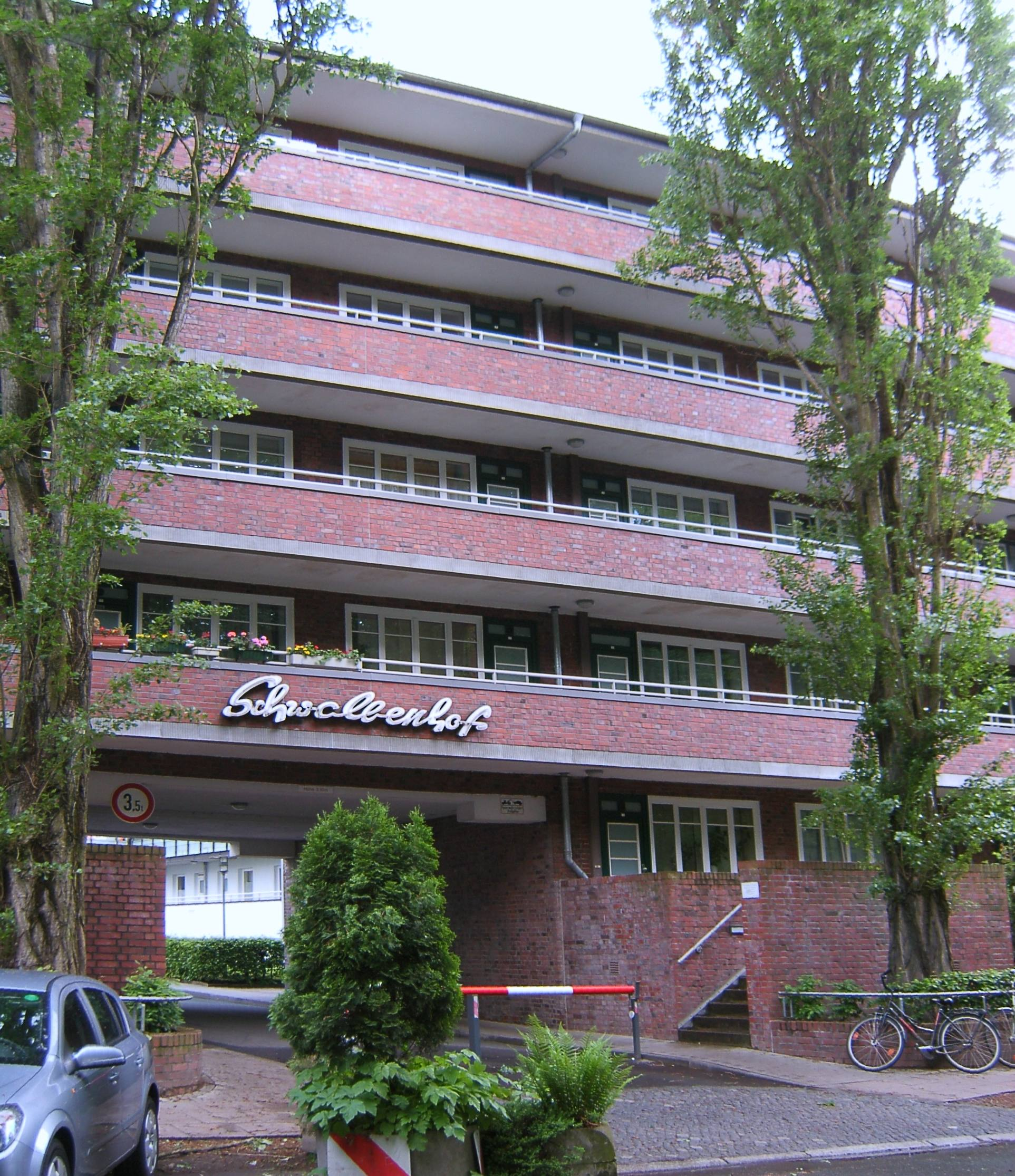
Der Schwalbenhof von Paul Frank

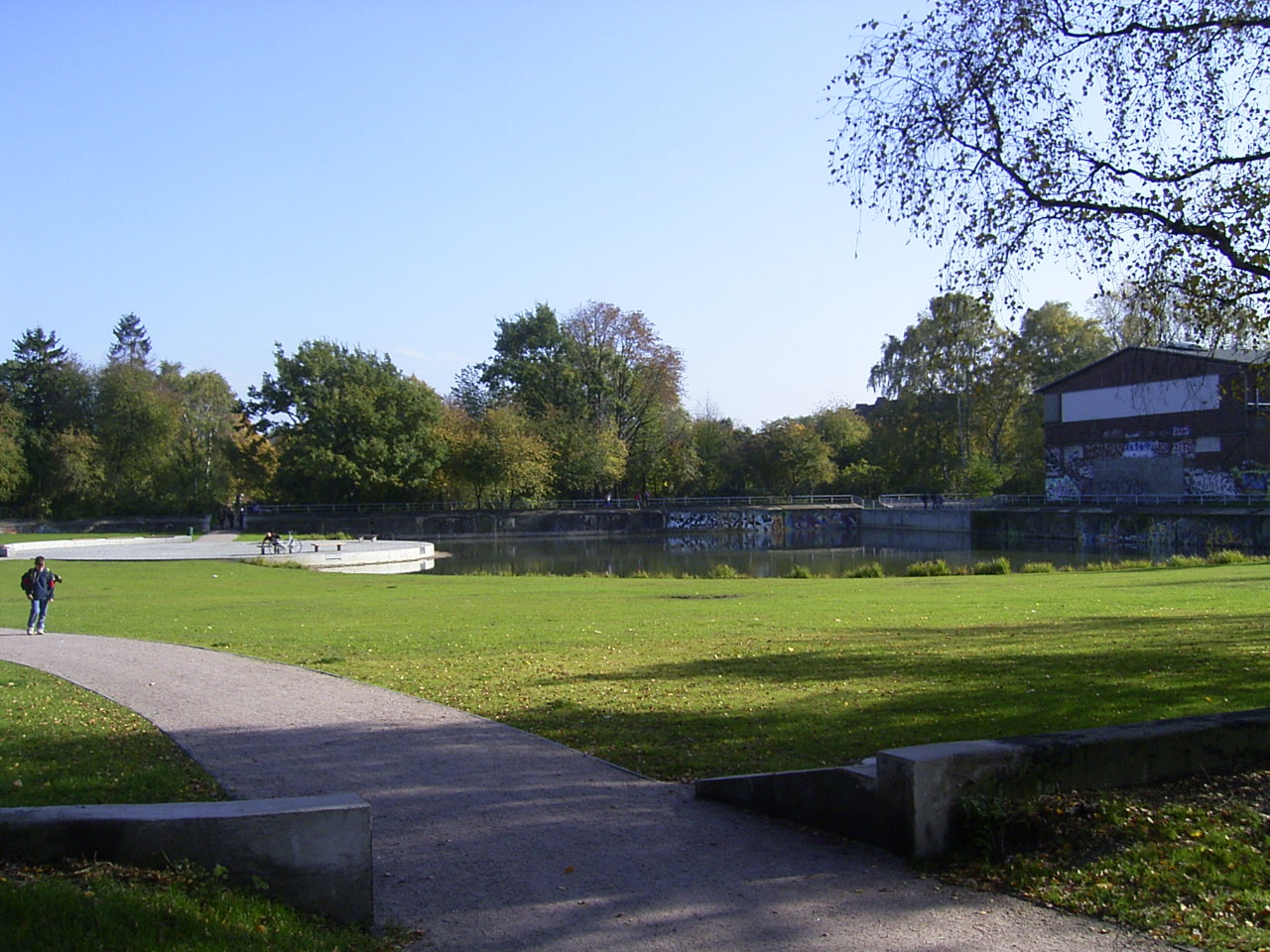
Grünanlage im ehemaligen Wendebecken, rechts sind die Hallen des alten Standortes der Hamburgischen Schiffbau-Versuchsanstalt zu sehen

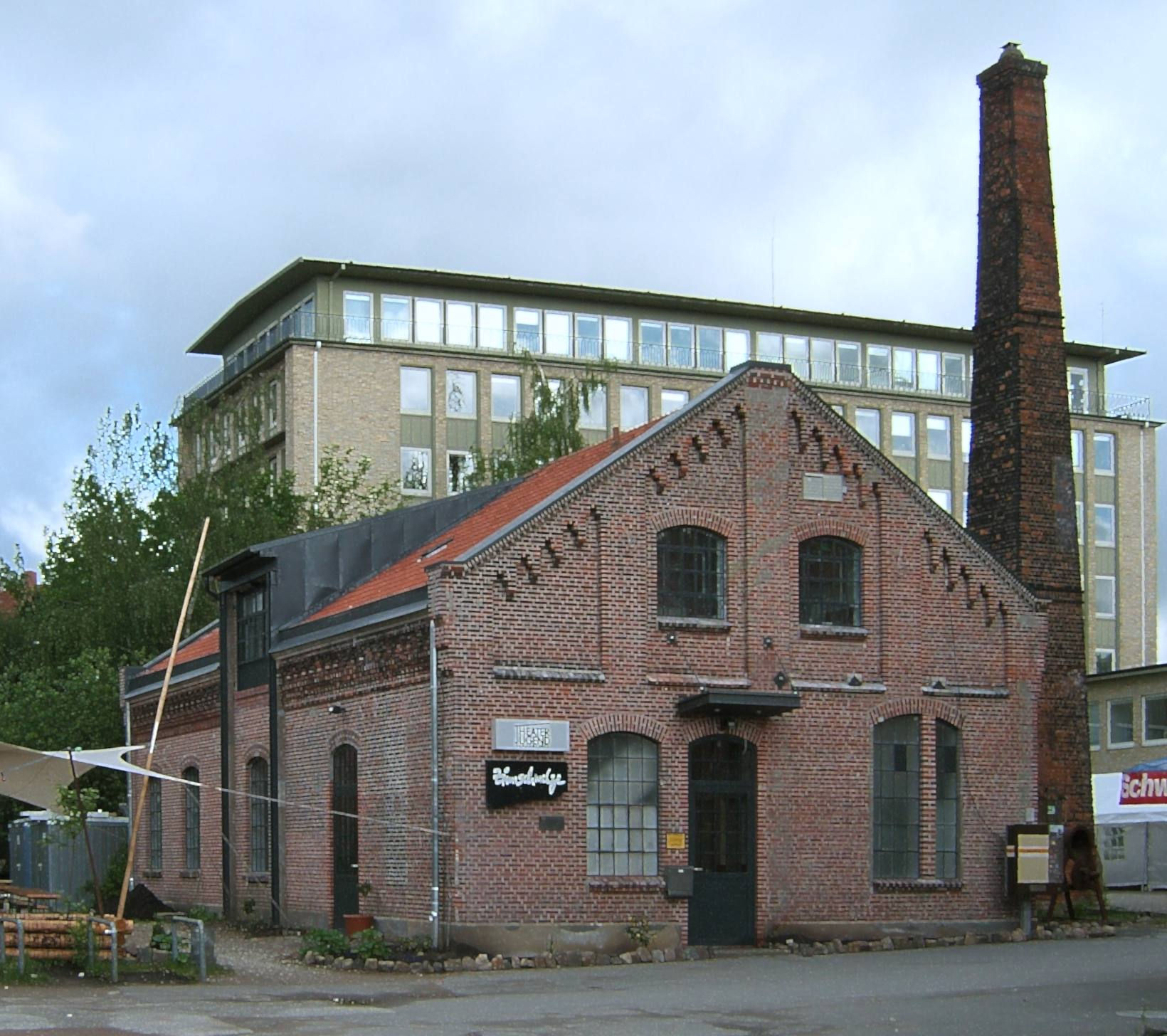
Die Zinnschmelze

### Parks und Grünanlagen
Das ehemalige Wendebecken der Hamburgischen Schiffbau-Versuchsanstalt ist 2004 zu einer Grünanlage umgewandelt worden. In den Jahren zuvor hatte es politischen Streit um eine dort angesiedelte Bauwagenkolonie gegeben. Während sich FDP und GAL für einen Verbleib der Bauwagenbewohner ausgesprochen hatten, forderten SPD (um die von ihr versprochene Parkanlage zu schaffen), CDU und Partei Rechtsstaatlicher Offensive (jeweils aus grundsätzlicher Gegnerschaft zu Bauwagenplätzen) eine Räumung nach Auslaufen des Vertrages 2004 und konnten sich – unterstützt von einem Bürgerbegehren – damit auch durchsetzen.

### Sport
Die bekanntesten Sportvereine in Barmbek-Nord sind der HSV Barmbek-Uhlenhorst, kurz BU genannt und der SC Urania Hamburg, sowie der Barmbeker Kraftsportverein Goliath. Die Fußballer von BU spielten in der Saison 1974/75 sogar in der zweiten Fußball-Bundesliga. Urania ist besonders im Tischtennis erfolgreich, die erste Damen-Mannschaft in dieser Sportart spielte viele Jahre in der Regionalliga Nord. Beide Vereine bieten aber auch fast alle anderen gängigen Sportarten an.
Daneben gibt es noch einige kleinere Sportvereine im Stadtteil, die sich auf einzelne Sparten beschränken. Ebenfalls im Stadtteil aktiv ist die Hamburger Turngesellschaft Barmbeck-Uhlenhorst e. V. von 1876, die an sich im Stadtteil Barmbek-Süd ansässig ist.
Der BKSV Goliath ist der älteste Sportverein in Barmbek. Er existiert bereits seit 1903. Anfang des 20. Jahrhunderts standen tatsächlich Gewichtheben, Steinweitwurf, Ringen und Rasenkraftsport im Vordergrund. Heute widmet sich der Verein hauptsächlich den Kampfkünsten. Aikido, Judo, TaiChi und Qigong, Bartitsu, Selbstverteidigung und Fechten können dort erlernt und aktiv betrieben werden.

### Sonstige Freizeitangebote
Im ehemaligen Haus der Jugend am Wittenkamp befindet sich ein Pfadfinderheim. Im Gemeindehaus der Auferstehungskirche im Tieloh befindet sich der Verband Christlicher Pfadfinderinnen und Pfadfinder, Stamm Astrid Lindgren.

## Wirtschaft und Infrastruktur

### Wirtschaft
Bis weit in das 19. Jahrhundert war Barmbek ein typisches Bauerndorf mit entsprechender Wirtschaftsstruktur, wobei im kaum besiedelten Barmbeker Norden fast ausschließlich Äcker und Wiesen für landwirtschaftliche Zwecke vorhanden waren.

#### Mühlen
Im 19. Jahrhundert wurde auf dem Gebiet des heutigen Bahnhofes Barmbek eine Windmühle errichtet, die 1888 ebenfalls dem Feuer zum Opfer fiel und dann als Dampfmühle in Barmbek-Nord neu errichtet wurde (dort befindet sich heute ein Fachhandel für Dach- und Fassadenbedarf).

### Verkehr
Der Stadtteil wird von Süd nach Nord von der Bramfelder Straße durchzogen, einem Teil des alten Handelsweges, der von Hamburg über die Mundsburg und Barmbek weiter nach Norden führt und über Bergstedt, Bargteheide und Bad Oldesloe schließlich Lübeck erreicht. Bis 2005 war sie Teil der Bundesstraße 434 und auch heute ist sie noch die Magistrale des Stadtteils. Von der Bramfelder Straße gehen mit der Steilshooper Straße und der Fuhlsbüttler Straße direkt nördlich der Osterbek zwei Straßen fächerförmig nach Nordwesten ab, die nicht nur Barmbek-Nord mit den beiden namensgebenden Stadtteilen verbinden, sondern auch Haupterschließungsstraßen der Wohngebiete sind. Nördlich des Bahnhofes Barmbek kreuzt mit dem von Osten kommenden Straßenzug Krausestraße/Drosselstraße/Rübenkamp eine weitere wichtige Erschließungsstraße die Bramfelder Straße. Den Norden des Stadtteils zerschneidet von Winterhude aus nach Dulsberg führend mit dem Ring 2 (Straßenzug Lauensteinstraße/Barmbeker-Ring-Brücke/Habichtstraße) der mittlere der drei Hamburger Straßenhalbringe den Stadtteil.
Der Mittelpunkt des ÖPNV-Angebots im Stadtteil ist der Bahnhof Barmbek, der von der U-Bahn-Linie 3, der S-Bahn-Linie 1 und vielen Buslinien bedient wird. Auch die S-Bahn-Haltestellen Rübenkamp und Alte Wöhr sowie die U-Bahn-Haltestelle Habichtstraße liegen im Stadtteil. Die U-Bahnhöfe Saarlandstraße und Alter Teichweg liegen unmittelbar hinter den Grenzen zu den Nachbarstadtteilen Winterhude bzw. Dulsberg.
Das Stationsgebäude Rübenkamp, 1913 nach Plänen von Ernst Schmidt erbaut, wurde nach Aufgabe durch die Bundesbahn 1985 vom Verein Unser Bahnhof e. V. erworben und wiederhergestellt.

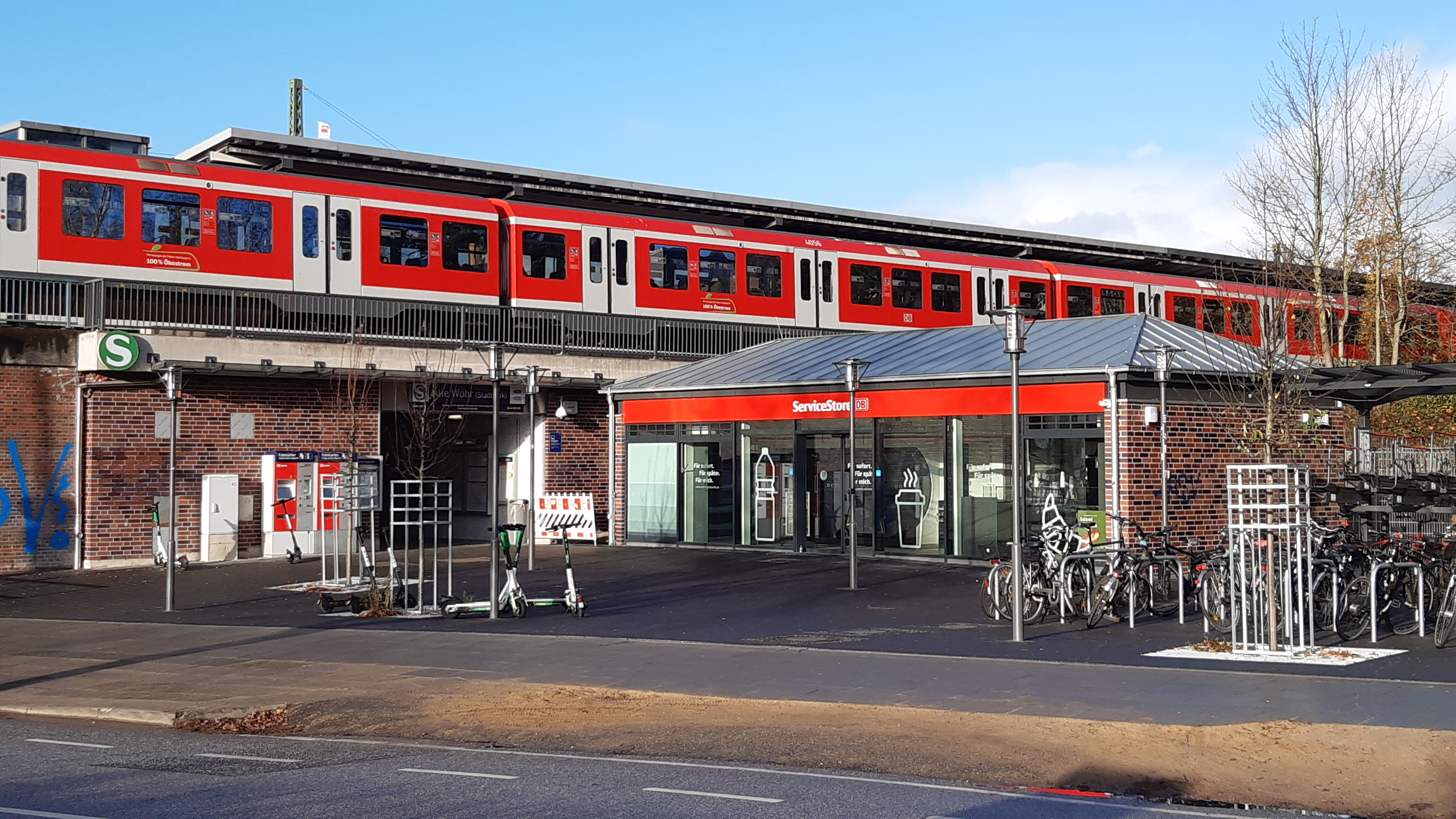
S-Bahnhof Alte Wöhr
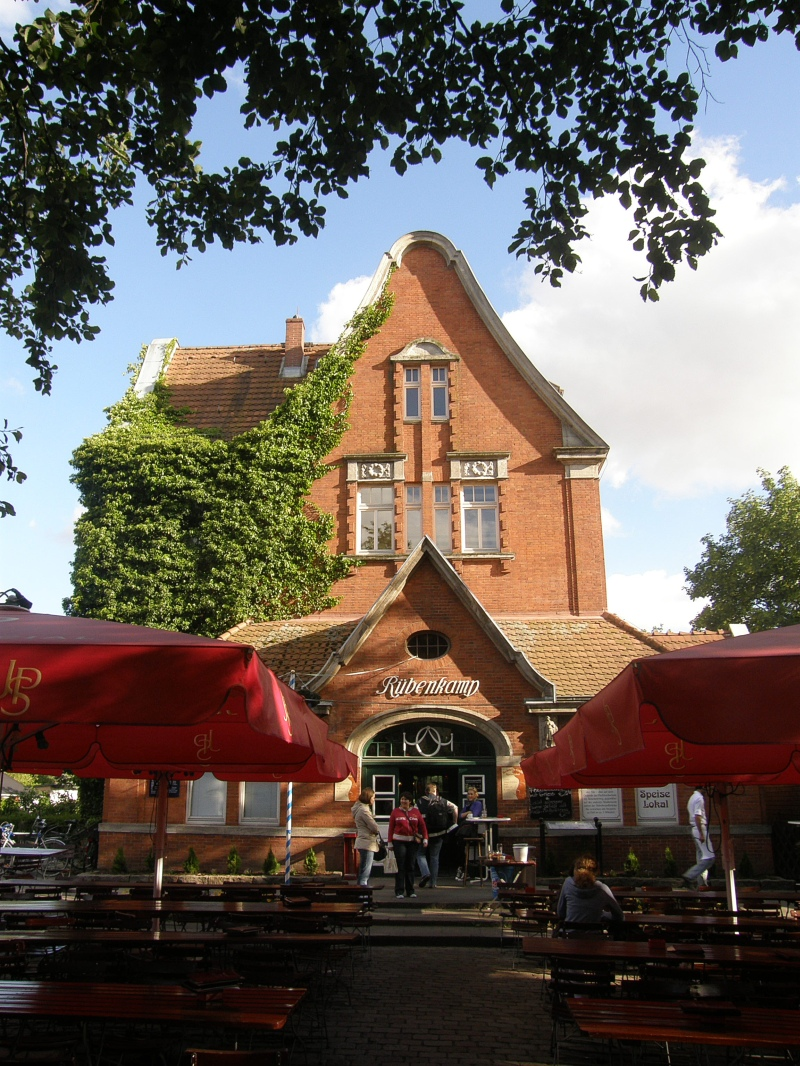
Das ehemalige Bahnhofsgebäude Rübenkamp ist heute ein Restaurant
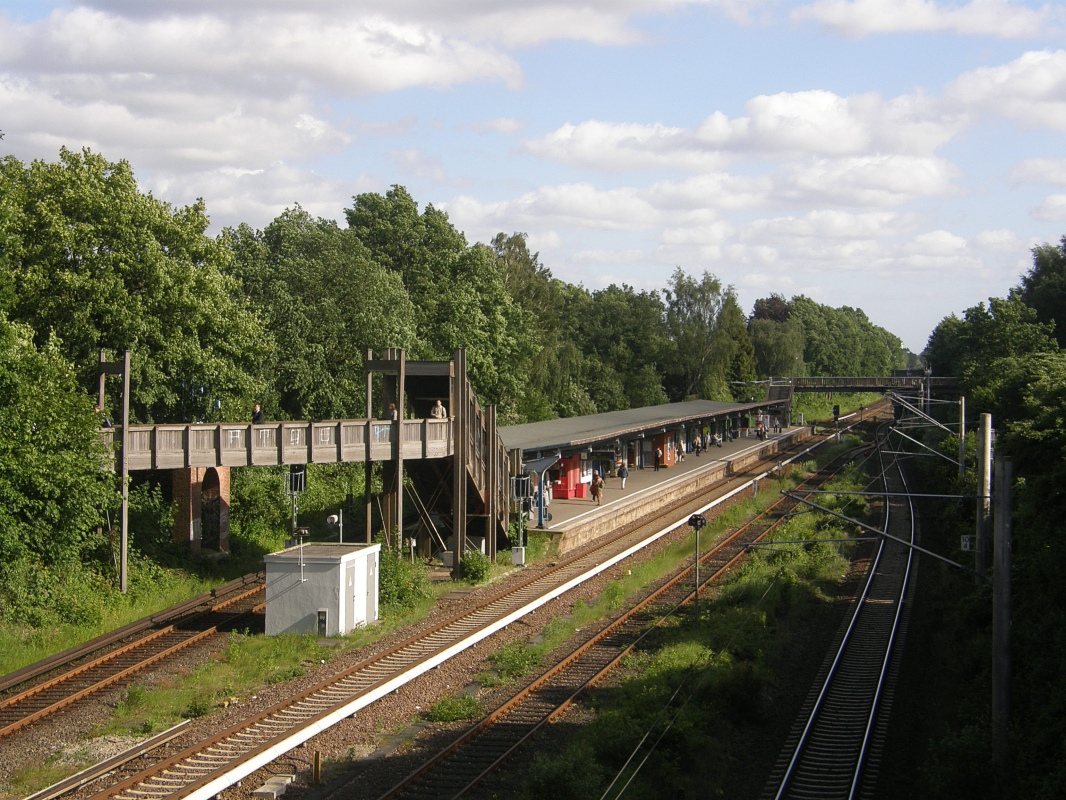
S-Bahnhof Rübenkamp

### Ansässige Unternehmen
Barmbek-Nord ist Sitz der Zentralen mehrerer Großunternehmen. Darunter sind die Hauptverwaltung der Techniker Krankenkasse an der Bramfelder Straße/Habichtstraße und die Zentrale des größten Hamburger Wohnungsunternehmens SAGA am Osterbekkanal. Unmittelbar am Barmbeker Bahnhof befindet sich in einem bis 2016 errichteten Hochhaus die Hauptverwaltung der Verwaltungs-Berufsgenossenschaft.

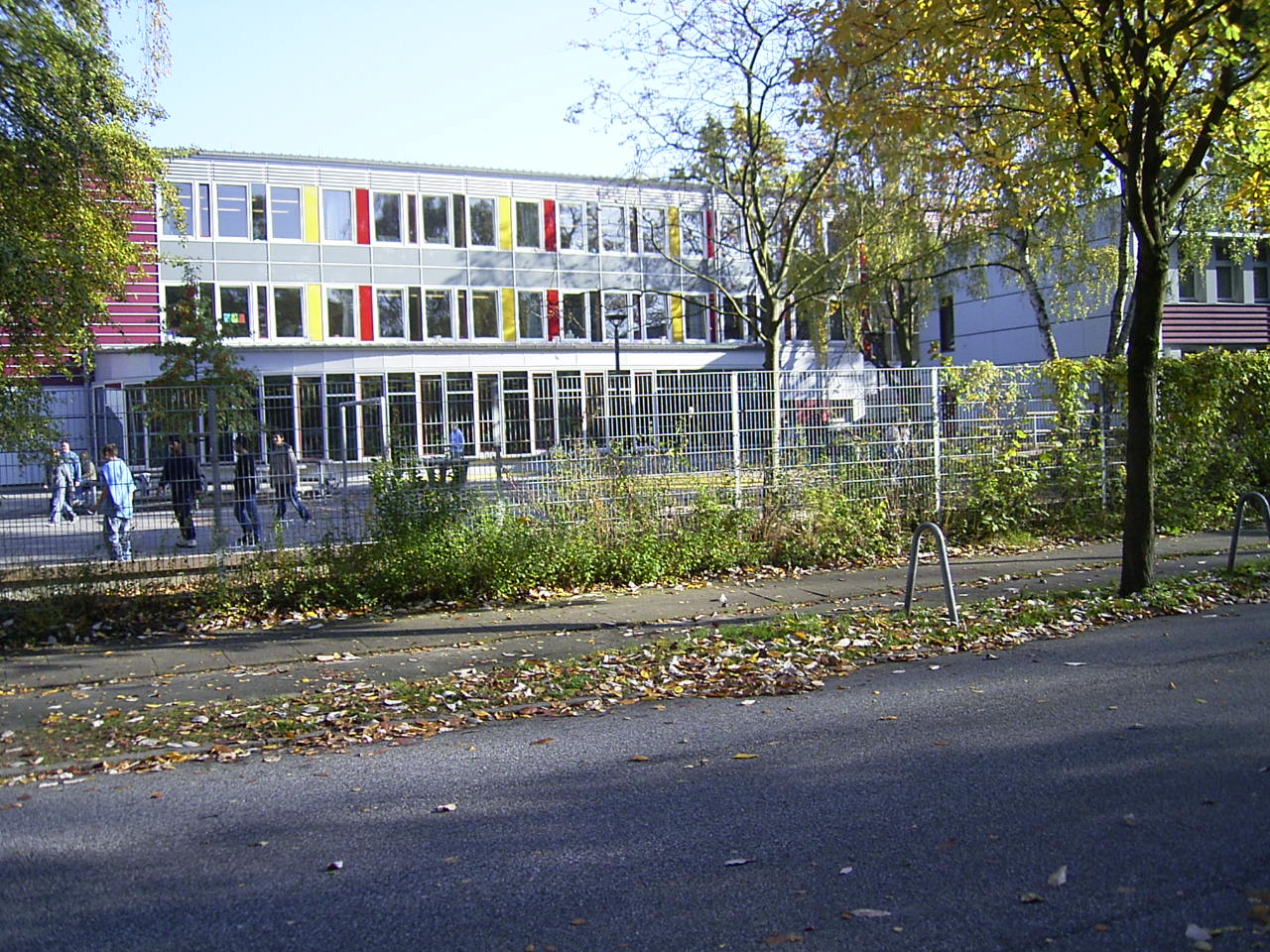
Stadtteilschule Helmuth Hübener am Benzenbergweg

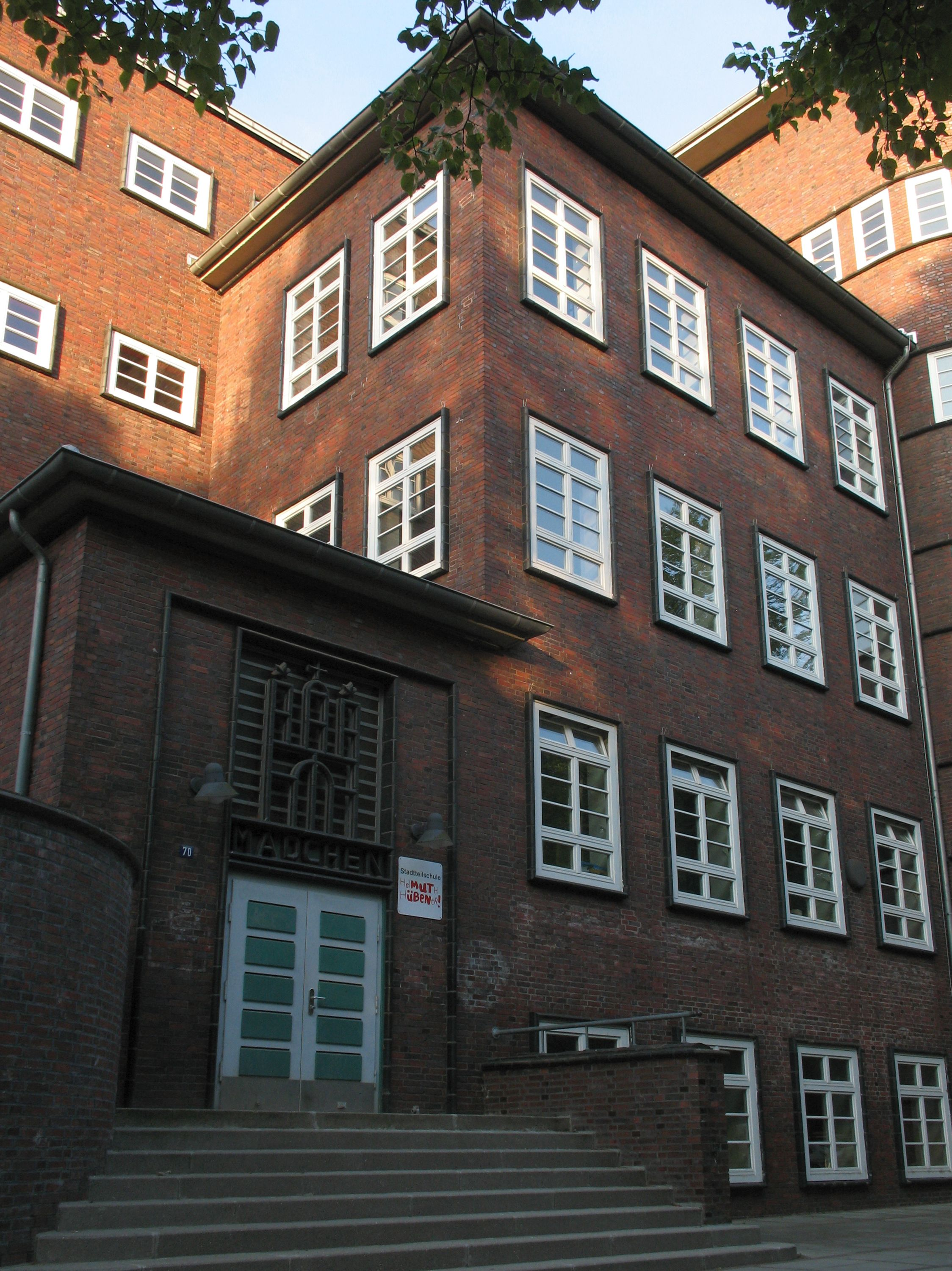
Standort Langenfort der Stadtteilschule Helmuth Hübener

### Bildung
Barmbek-Nord ist als Schulstandort gut ausgebaut. Mit dem Margaretha-Rothe-Gymnasium, den Stadtteilschulen Helmuth Hübener (im Benzenbergweg) und Emil-Krause-Schule (mit den Standorten Tieloh sowie der Emil-Krause-Oberstufe im benachbarten Dulsberg) und den Grundschulen Genslerstraße und Lämmersieth sind alle Schulformen im Stadtteil vertreten. Neben diesen staatlichen Schulen gibt es mit der Franz-von-Assisi-Schule am Lämmersieth auch eine römisch-katholische Stadtteilschule und mit dem Alsterring-Gymnasium im Wittenkamp eine Privatschule im Stadtteil.

## Persönlichkeiten
- Max Weiss (1884–1954), Maler und Lithograf, wohnte in Barmbek-Nord.
- Alfred Johann Levy (1901–1987), Bürgerschaftsabgeordneter (FDP)
- Tom Hops (1906–1976), Maler und Grafiker, wohnte in Barmbek-Nord.
- Helmut Schmidt (1918–2015), Bundeskanzler (SPD)
- Ralph Giordano (1923–2014), Journalist und Schriftsteller
- Angela Merkel (* 17. Juli 1954), Bundeskanzlerin (CDU)[19]
- Andreas Brehme (1960–2024), Fußballspieler und Trainer
- Peter Tschentscher (* 20. Januar 1966), Mediziner und seit 2018 Erster Bürgermeister (SPD) der Freien und Hansestadt Hamburg, wohnt hier.
- Gerrit Heesemann (* 4. Februar 1967), alias Sänger „Lotto King Karl“